# فهرست کوه‌های استان تهران
فهرست کوه‌های استان تهران، فهرستی دارای نام‌ها و مختصات کوه‌های استان تهران ایران است، که از پایگاه ملی نام‌های جغرافیایی ایران در اردیبهشت ۱۳۹۷ دریافت شده‌اند.
| نام              | مختصات                                                    | ارتفاع | منبع |
| ---------------- | --------------------------------------------------------- | ------ | ---- |
| آب دره           | ۳۵°۴۲′۴۹″شمالی ۵۳°۰۰′۲۵″شرقی / ۳۵٫۷۱۳۷°شمالی ۵۳٫۰۰۶۹°شرقی |        | ۱    |
| آب صفرا          | ۳۵°۲۹′۰۹″شمالی ۵۲°۱۳′۴۹″شرقی / ۳۵٫۴۸۵۷°شمالی ۵۲٫۲۳۰۴°شرقی |        | ۲    |
| آب کلا           | ۳۵°۴۱′۴۵″شمالی ۵۲°۰۸′۱۱″شرقی / ۳۵٫۶۹۵۸°شمالی ۵۲٫۱۳۶۳°شرقی |        | ۳    |
| ابراهیم بک       | ۳۵°۵۰′۴۷″شمالی ۵۱°۲۳′۳۱″شرقی / ۳۵٫۸۴۶۵°شمالی ۵۱٫۳۹۱۹°شرقی |        | ۴    |
| آبک              | ۳۵°۵۸′۵۵″شمالی ۵۱°۲۹′۴۴″شرقی / ۳۵٫۹۸۲۰°شمالی ۵۱٫۴۹۵۶°شرقی |        | ۵    |
| آبک              | ۳۵°۵۸′۴۷″شمالی ۵۱°۳۰′۴۹″شرقی / ۳۵٫۹۷۹۷°شمالی ۵۱٫۵۱۳۵°شرقی |        | ۶    |
| آراد             | ۳۵°۲۳′۴۵″شمالی ۵۱°۲۱′۴۶″شرقی / ۳۵٫۳۹۵۹°شمالی ۵۱٫۳۶۲۹°شرقی |        | ۷    |
| آراد             | ۳۵°۲۲′۵۷″شمالی ۵۱°۲۲′۴۳″شرقی / ۳۵٫۳۸۲۵°شمالی ۵۱٫۳۷۸۶°شرقی |        | ۸    |
| آراد             | ۳۵°۲۲′۰۳″شمالی ۵۱°۲۳′۰۲″شرقی / ۳۵٫۳۶۷۴°شمالی ۵۱٫۳۸۴۰°شرقی |        | ۹    |
| اراکوه           | ۳۵°۴۷′۲۰″شمالی ۵۱°۴۶′۰۲″شرقی / ۳۵٫۷۸۸۸°شمالی ۵۱٫۷۶۷۲°شرقی |        | ۱۰   |
| اراکوه           | ۳۵°۴۷′۱۶″شمالی ۵۱°۴۳′۴۸″شرقی / ۳۵٫۷۸۷۹°شمالی ۵۱٫۷۲۹۹°شرقی |        | ۱۱   |
| آرز              | ۳۵°۴۶′۴۹″شمالی ۵۲°۵۴′۴۱″شرقی / ۳۵٫۷۸۰۳°شمالی ۵۲٫۹۱۱۳°شرقی |        | ۱۲   |
| ارمیان           | ۳۵°۳۵′۰۶″شمالی ۵۲°۰۱′۱۷″شرقی / ۳۵٫۵۸۵۱°شمالی ۵۲٫۰۲۱۴°شرقی |        | ۱۳   |
| اسب چال          | ۳۵°۲۹′۲۸″شمالی ۵۲°۱۶′۵۵″شرقی / ۳۵٫۴۹۱۱°شمالی ۵۲٫۲۸۲۰°شرقی |        | ۱۴   |
| اسب چال          | ۳۵°۳۹′۴۳″شمالی ۵۲°۲۳′۰۲″شرقی / ۳۵٫۶۶۲۰°شمالی ۵۲٫۳۸۴۰°شرقی |        | ۱۵   |
| اسب چال          | ۳۵°۵۷′۳۴″شمالی ۵۱°۲۷′۱۴″شرقی / ۳۵٫۹۵۹۵°شمالی ۵۱٫۴۵۳۹°شرقی |        | ۱۶   |
| اسب چال          | ۳۵°۳۹′۲۱″شمالی ۵۲°۱۶′۵۳″شرقی / ۳۵٫۶۵۵۹°شمالی ۵۲٫۲۸۱۳°شرقی |        | ۱۷   |
| اسب چال          | ۳۵°۴۶′۵۹″شمالی ۵۳°۰۲′۴۶″شرقی / ۳۵٫۷۸۳۰°شمالی ۵۳٫۰۴۶۲°شرقی |        | ۱۸   |
| اسب چران         | ۳۵°۴۳′۴۳″شمالی ۵۲°۰۱′۲۹″شرقی / ۳۵٫۷۲۸۶°شمالی ۵۲٫۰۲۴۸°شرقی |        | ۱۹   |
| اسب دشت          | ۳۵°۵۳′۲۴″شمالی ۵۲°۳۲′۱۳″شرقی / ۳۵٫۸۹۰۰°شمالی ۵۲٫۵۳۶۹°شرقی |        | ۲۰   |
| اسپی خواست       | ۳۵°۵۵′۴۰″شمالی ۵۱°۳۴′۵۱″شرقی / ۳۵٫۹۲۷۹°شمالی ۵۱٫۵۸۰۷°شرقی |        | ۲۱   |
| اسپی لت          | ۳۵°۳۹′۱۸″شمالی ۵۲°۴۵′۱۷″شرقی / ۳۵٫۶۵۵۰°شمالی ۵۲٫۷۵۴۸°شرقی |        | ۲۲   |
| اسپیه            | ۳۵°۴۶′۴۹″شمالی ۵۲°۲۹′۳۷″شرقی / ۳۵٫۷۸۰۲°شمالی ۵۲٫۴۹۳۶°شرقی |        | ۲۳   |
| اسماعیل طول      | ۳۵°۳۴′۳۰″شمالی ۵۲°۴۵′۳۶″شرقی / ۳۵٫۵۷۵۱°شمالی ۵۲٫۷۶۰۰°شرقی |        | ۲۴   |
| آسمان            | ۳۵°۵۶′۵۰″شمالی ۵۱°۳۷′۱۴″شرقی / ۳۵٫۹۴۷۱°شمالی ۵۱٫۶۲۰۶°شرقی |        | ۲۵   |
| آسمان کوه        | ۳۵°۵۶′۵۶″شمالی ۵۱°۳۸′۲۵″شرقی / ۳۵٫۹۴۸۸°شمالی ۵۱٫۶۴۰۲°شرقی |        | ۲۶   |
| آسمان لو         | ۳۵°۴۶′۵۹″شمالی ۵۲°۵۷′۳۵″شرقی / ۳۵٫۷۸۳۱°شمالی ۵۲٫۹۵۹۸°شرقی |        | ۲۷   |
| اشتر             | ۳۶°۰۱′۱۲″شمالی ۵۱°۳۹′۰۱″شرقی / ۳۶٫۰۱۹۹°شمالی ۵۱٫۶۵۰۳°شرقی |        | ۲۸   |
| آشغریز           | ۳۵°۲۹′۱۶″شمالی ۵۲°۰۹′۳۹″شرقی / ۳۵٫۴۸۷۹°شمالی ۵۲٫۱۶۰۸°شرقی |        | ۲۹   |
| اشک ریزه         | ۳۵°۴۸′۳۰″شمالی ۵۱°۵۴′۳۵″شرقی / ۳۵٫۸۰۸۴°شمالی ۵۱٫۹۰۹۷°شرقی |        | ۳۰   |
| اشکارتنگه        | ۳۵°۴۴′۴۱″شمالی ۵۲°۴۹′۴۱″شرقی / ۳۵٫۷۴۴۶°شمالی ۵۲٫۸۲۸۰°شرقی |        | ۳۱   |
| اشکارتنگه        | ۳۵°۴۵′۱۴″شمالی ۵۲°۴۹′۴۸″شرقی / ۳۵٫۷۵۴۰°شمالی ۵۲٫۸۲۹۹°شرقی |        | ۳۲   |
| اشکلی            | ۳۵°۳۶′۰۲″شمالی ۵۲°۴۴′۰۴″شرقی / ۳۵٫۶۰۰۶°شمالی ۵۲٫۷۳۴۵°شرقی |        | ۳۳   |
| اشل              | ۳۵°۵۰′۴۱″شمالی ۵۲°۳۶′۱۰″شرقی / ۳۵٫۸۴۴۷°شمالی ۵۲٫۶۰۲۹°شرقی |        | ۳۴   |
| اشل              | ۳۵°۵۰′۴۶″شمالی ۵۲°۳۷′۴۴″شرقی / ۳۵٫۸۴۶۰°شمالی ۵۲٫۶۲۸۸°شرقی |        | ۳۵   |
| آشنائون          | ۳۵°۳۴′۲۱″شمالی ۵۲°۲۷′۵۳″شرقی / ۳۵٫۵۷۲۵°شمالی ۵۲٫۴۶۴۶°شرقی |        | ۳۶   |
| آغلک             | ۳۵°۳۰′۳۲″شمالی ۵۲°۰۹′۰۷″شرقی / ۳۵٫۵۰۹۰°شمالی ۵۲٫۱۵۲۰°شرقی |        | ۳۷   |
| الاس             | ۳۵°۴۰′۲۲″شمالی ۵۲°۴۱′۵۴″شرقی / ۳۵٫۶۷۲۷°شمالی ۵۲٫۶۹۸۲°شرقی |        | ۳۸   |
| آلاسر            | ۳۵°۴۶′۵۶″شمالی ۵۱°۱۰′۲۸″شرقی / ۳۵٫۷۸۲۱°شمالی ۵۱٫۱۷۴۴°شرقی |        | ۳۹   |
| آلاورد           | ۳۵°۳۸′۰۱″شمالی ۵۲°۰۲′۱۴″شرقی / ۳۵٫۶۳۳۶°شمالی ۵۲٫۰۳۷۱°شرقی |        | ۴۰   |
| امامزاده اسماعیل | ۳۵°۴۴′۱۵″شمالی ۵۳°۰۳′۵۴″شرقی / ۳۵٫۷۳۷۶°شمالی ۵۳٫۰۶۵۰°شرقی |        | ۴۱   |
| امیرخانی         | ۳۵°۴۰′۳۹″شمالی ۵۲°۱۹′۳۵″شرقی / ۳۵٫۶۷۷۴°شمالی ۵۲٫۳۲۶۴°شرقی |        | ۴۲   |
| اندار            | ۳۵°۵۲′۴۹″شمالی ۵۱°۴۳′۰۳″شرقی / ۳۵٫۸۸۰۲°شمالی ۵۱٫۷۱۷۴°شرقی |        | ۴۳   |
| انزاکیچال        | ۳۵°۴۷′۵۰″شمالی ۵۲°۲۸′۰۰″شرقی / ۳۵٫۷۹۷۳°شمالی ۵۲٫۴۶۶۷°شرقی |        | ۴۴   |
| آهاردر           | ۳۵°۳۵′۳۷″شمالی ۵۲°۲۷′۰۴″شرقی / ۳۵٫۵۹۳۶°شمالی ۵۲٫۴۵۱۰°شرقی |        | ۴۵   |
| اهرک             | ۳۵°۴۰′۰۸″شمالی ۵۲°۲۶′۵۲″شرقی / ۳۵٫۶۶۹۰°شمالی ۵۲٫۴۴۷۹°شرقی |        | ۴۶   |
| اوشان            | ۳۵°۵۴′۰۴″شمالی ۵۱°۳۲′۵۵″شرقی / ۳۵٫۹۰۱۲°شمالی ۵۱٫۵۴۸۵°شرقی |        | ۴۷   |
| ایوان محمد       | ۳۵°۳۷′۵۰″شمالی ۵۲°۳۰′۳۷″شرقی / ۳۵٫۶۳۰۶°شمالی ۵۲٫۵۱۰۳°شرقی |        | ۴۸   |
| آئینه ورزان      | ۳۵°۴۱′۰۵″شمالی ۵۲°۱۲′۲۸″شرقی / ۳۵٫۶۸۴۶°شمالی ۵۲٫۲۰۷۷°شرقی |        | ۴۹   |
| باب علی          | ۳۵°۴۲′۱۰″شمالی ۵۱°۳۳′۳۳″شرقی / ۳۵٫۷۰۲۸°شمالی ۵۱٫۵۵۹۳°شرقی |        | ۵۰   |
| باغک             | ۳۵°۳۹′۱۰″شمالی ۵۲°۳۷′۱۲″شرقی / ۳۵٫۶۵۲۹°شمالی ۵۲٫۶۲۰۱°شرقی |        | ۵۱   |
| باغک             | ۳۵°۳۹′۱۰″شمالی ۵۲°۳۷′۳۶″شرقی / ۳۵٫۶۵۲۷°شمالی ۵۲٫۶۲۶۶°شرقی |        | ۵۲   |
| بالارجه          | ۳۵°۲۴′۰۱″شمالی ۵۲°۱۹′۱۸″شرقی / ۳۵٫۴۰۰۲°شمالی ۵۲٫۳۲۱۸°شرقی |        | ۵۳   |
| بایری            | ۳۵°۱۹′۳۰″شمالی ۵۱°۱۴′۲۱″شرقی / ۳۵٫۳۲۴۹°شمالی ۵۱٫۲۳۹۲°شرقی |        | ۵۴   |
| بایری            | ۳۵°۱۹′۰۴″شمالی ۵۱°۱۶′۰۷″شرقی / ۳۵٫۳۱۷۸°شمالی ۵۱٫۲۶۸۵°شرقی |        | ۵۵   |
| بایورت           | ۳۵°۴۸′۵۸″شمالی ۵۲°۵۵′۵۹″شرقی / ۳۵٫۸۱۶۰°شمالی ۵۲٫۹۳۳۰°شرقی |        | ۵۶   |
| بزرگ             | ۳۵°۳۶′۳۹″شمالی ۵۱°۵۶′۳۹″شرقی / ۳۵٫۶۱۰۷°شمالی ۵۱٫۹۴۴۲°شرقی |        | ۵۷   |
| بزه تول          | ۳۵°۳۲′۳۷″شمالی ۵۲°۲۶′۴۵″شرقی / ۳۵٫۵۴۳۵°شمالی ۵۲٫۴۴۵۹°شرقی |        | ۵۸   |
| بزه نو           | ۳۵°۴۸′۵۶″شمالی ۵۳°۰۶′۱۲″شرقی / ۳۵٫۸۱۵۶°شمالی ۵۳٫۱۰۳۲°شرقی |        | ۵۹   |
| بلند             | ۳۵°۴۱′۲۵″شمالی ۵۲°۰۹′۵۱″شرقی / ۳۵٫۶۹۰۴°شمالی ۵۲٫۱۶۴۱°شرقی |        | ۶۰   |
| بلندرو           | ۳۵°۴۲′۰۵″شمالی ۵۲°۳۴′۴۳″شرقی / ۳۵٫۷۰۱۵°شمالی ۵۲٫۵۷۸۵°شرقی |        | ۶۱   |
| بنداسبول         | ۳۵°۵۹′۱۱″شمالی ۵۱°۳۳′۳۳″شرقی / ۳۵٫۹۸۶۳°شمالی ۵۱٫۵۵۹۲°شرقی |        | ۶۲   |
| بندراهرو         | ۳۵°۳۶′۱۸″شمالی ۵۱°۳۶′۱۹″شرقی / ۳۵٫۶۰۵۱°شمالی ۵۱٫۶۰۵۴°شرقی |        | ۶۳   |
| بندسبز           | ۳۴°۵۶′۳۰″شمالی ۵۱°۵۳′۲۴″شرقی / ۳۴٫۹۴۱۷°شمالی ۵۱٫۸۹۰۱°شرقی |        | ۶۴   |
| بندسبز           | ۳۴°۵۷′۲۰″شمالی ۵۱°۵۲′۰۶″شرقی / ۳۴٫۹۵۵۶°شمالی ۵۱٫۸۶۸۳°شرقی |        | ۶۵   |
| بندسمکوه         | ۳۵°۴۷′۳۵″شمالی ۵۱°۰۹′۱۳″شرقی / ۳۵٫۷۹۳۱°شمالی ۵۱٫۱۵۳۶°شرقی |        | ۶۶   |
| بندعیش           | ۳۵°۵۰′۲۳″شمالی ۵۱°۱۷′۵۴″شرقی / ۳۵٫۸۳۹۸°شمالی ۵۱٫۲۹۸۲°شرقی |        | ۶۷   |
| بندقادر          | ۳۵°۴۳′۳۳″شمالی ۵۲°۳۵′۲۹″شرقی / ۳۵٫۷۲۵۸°شمالی ۵۲٫۵۹۱۳°شرقی |        | ۶۸   |
| بندلارکرور       | ۳۵°۵۲′۰۵″شمالی ۵۱°۲۸′۰۹″شرقی / ۳۵٫۸۶۸۱°شمالی ۵۱٫۴۶۹۲°شرقی |        | ۶۹   |
| بندلارکرور       | ۳۵°۵۲′۳۹″شمالی ۵۱°۲۸′۲۶″شرقی / ۳۵٫۸۷۷۶°شمالی ۵۱٫۴۷۳۹°شرقی |        | ۷۰   |
| بنک              | ۳۵°۵۱′۳۹″شمالی ۵۱°۱۵′۵۱″شرقی / ۳۵٫۸۶۰۸°شمالی ۵۱٫۲۶۴۳°شرقی |        | ۷۱   |
| بورنیک           | ۳۵°۴۱′۳۵″شمالی ۵۲°۴۰′۴۹″شرقی / ۳۵٫۶۹۳۰°شمالی ۵۲٫۶۸۰۳°شرقی |        | ۷۲   |
| بومک             | ۳۶°۰۳′۱۵″شمالی ۵۱°۲۸′۰۴″شرقی / ۳۶٫۰۵۴۳°شمالی ۵۱٫۴۶۷۸°شرقی |        | ۷۳   |
| بی بی شهربانو    | ۳۵°۳۵′۵۷″شمالی ۵۱°۲۹′۱۳″شرقی / ۳۵٫۵۹۹۱°شمالی ۵۱٫۴۸۶۹°شرقی |        | ۷۴   |
| پالون گردن       | ۳۶°۰۴′۴۵″شمالی ۵۱°۲۹′۱۴″شرقی / ۳۶٫۰۷۹۲°شمالی ۵۱٫۴۸۷۳°شرقی |        | ۷۵   |
| پالون گردن       | ۳۶°۰۵′۰۳″شمالی ۵۱°۳۴′۲۰″شرقی / ۳۶٫۰۸۴۱°شمالی ۵۱٫۵۷۲۱°شرقی |        | ۷۶   |
| پالون گردن       | ۳۶°۰۳′۵۱″شمالی ۵۱°۳۰′۳۴″شرقی / ۳۶٫۰۶۴۱°شمالی ۵۱٫۵۰۹۵°شرقی |        | ۷۷   |
| پاوش             | ۳۵°۵۳′۳۴″شمالی ۵۱°۲۰′۵۵″شرقی / ۳۵٫۸۹۲۹°شمالی ۵۱٫۳۴۸۵°شرقی |        | ۷۸   |
| پایین کوه        | ۳۵°۴۰′۱۸″شمالی ۵۲°۳۱′۵۰″شرقی / ۳۵٫۶۷۱۸°شمالی ۵۲٫۵۳۰۶°شرقی |        | ۷۹   |
| پباروک           | ۳۵°۵۴′۴۹″شمالی ۵۱°۲۶′۴۵″شرقی / ۳۵٫۹۱۳۵°شمالی ۵۱٫۴۴۵۸°شرقی |        | ۸۰   |
| پشت آبشور        | ۳۵°۴۲′۴۳″شمالی ۵۲°۱۱′۲۹″شرقی / ۳۵٫۷۱۱۹°شمالی ۵۲٫۱۹۱۵°شرقی |        | ۸۱   |
| پشت بالابا       | ۳۵°۵۱′۲۶″شمالی ۵۱°۴۳′۴۴″شرقی / ۳۵٫۸۵۷۲°شمالی ۵۱٫۷۲۸۸°شرقی |        | ۸۲   |
| پشتگان           | ۳۵°۲۹′۳۹″شمالی ۵۲°۱۳′۰۷″شرقی / ۳۵٫۴۹۴۱°شمالی ۵۲٫۲۱۸۶°شرقی |        | ۸۳   |
| پشتو             | ۳۵°۵۰′۵۰″شمالی ۵۱°۱۰′۵۴″شرقی / ۳۵٫۸۴۷۱°شمالی ۵۱٫۱۸۱۶°شرقی |        | ۸۴   |
| پشدرگ            | ۳۵°۴۵′۰۸″شمالی ۵۲°۲۱′۳۱″شرقی / ۳۵٫۷۵۲۲°شمالی ۵۲٫۳۵۸۵°شرقی |        | ۸۵   |
| پل در            | ۳۵°۴۴′۳۶″شمالی ۵۲°۴۷′۳۸″شرقی / ۳۵٫۷۴۳۲°شمالی ۵۲٫۷۹۴۰°شرقی |        | ۸۶   |
| پلک              | ۳۵°۵۵′۳۵″شمالی ۵۱°۳۶′۰۵″شرقی / ۳۵٫۹۲۶۳°شمالی ۵۱٫۶۰۱۴°شرقی |        | ۸۷   |
| پلنگ دره         | ۳۵°۲۹′۴۹″شمالی ۵۲°۰۸′۱۹″شرقی / ۳۵٫۴۹۷۰°شمالی ۵۲٫۱۳۸۷°شرقی |        | ۸۸   |
| پلنگ دره         | ۳۵°۳۰′۳۳″شمالی ۵۲°۰۶′۳۹″شرقی / ۳۵٫۵۰۹۱°شمالی ۵۲٫۱۱۰۸°شرقی |        | ۸۹   |
| پلنگی            | ۳۵°۳۶′۵۸″شمالی ۵۲°۳۷′۱۱″شرقی / ۳۵٫۶۱۶۲°شمالی ۵۲٫۶۱۹۸°شرقی |        | ۹۰   |
| پلنگی            | ۳۵°۳۶′۳۲″شمالی ۵۲°۳۷′۳۴″شرقی / ۳۵٫۶۰۹۰°شمالی ۵۲٫۶۲۶۲°شرقی |        | ۹۱   |
| پهنه دره         | ۳۵°۵۲′۳۱″شمالی ۵۱°۴۲′۳۷″شرقی / ۳۵٫۸۷۵۴°شمالی ۵۱٫۷۱۰۲°شرقی |        | ۹۲   |
| پهنه دره         | ۳۵°۵۱′۵۷″شمالی ۵۱°۴۳′۰۲″شرقی / ۳۵٫۸۶۵۹°شمالی ۵۱٫۷۱۷۳°شرقی |        | ۹۳   |
| پیازچال          | ۳۵°۵۱′۲۶″شمالی ۵۱°۲۷′۱۹″شرقی / ۳۵٫۸۵۷۱°شمالی ۵۱٫۴۵۵۳°شرقی |        | ۹۴   |
| پیرزن قلعه       | ۳۵°۳۰′۴۱″شمالی ۵۲°۲۶′۴۰″شرقی / ۳۵٫۵۱۱۴°شمالی ۵۲٫۴۴۴۴°شرقی |        | ۹۵   |
| پیرگ             | ۳۵°۵۷′۲۶″شمالی ۵۱°۲۵′۲۵″شرقی / ۳۵٫۹۵۷۳°شمالی ۵۱٫۴۲۳۷°شرقی |        | ۹۶   |
| پیمو             | ۳۵°۴۵′۲۰″شمالی ۵۲°۲۴′۰۳″شرقی / ۳۵٫۷۵۵۶°شمالی ۵۲٫۴۰۰۹°شرقی |        | ۹۷   |
| پینسوم           | ۳۵°۵۹′۳۰″شمالی ۵۱°۳۰′۵۱″شرقی / ۳۵٫۹۹۱۶°شمالی ۵۱٫۵۱۴۱°شرقی |        | ۹۸   |
| پینسوم           | ۳۵°۵۹′۴۵″شمالی ۵۱°۲۹′۴۵″شرقی / ۳۵٫۹۹۵۹°شمالی ۵۱٫۴۹۵۷°شرقی |        | ۹۹   |
| تاختالیق         | ۳۵°۴۱′۲۹″شمالی ۵۱°۳۴′۵۶″شرقی / ۳۵٫۶۹۱۵°شمالی ۵۱٫۵۸۲۲°شرقی |        | ۱۰۰  |
| تازی آب          | ۳۵°۴۷′۲۷″شمالی ۵۲°۵۳′۵۷″شرقی / ۳۵٫۷۹۰۹°شمالی ۵۲٫۸۹۹۲°شرقی |        | ۱۰۱  |
| تخت چالیزون      | ۳۵°۵۰′۴۴″شمالی ۵۱°۲۶′۰۳″شرقی / ۳۵٫۸۴۵۶°شمالی ۵۱٫۴۳۴۲°شرقی |        | ۱۰۲  |
| تخت چنار         | ۳۵°۴۱′۰۴″شمالی ۵۱°۴۴′۲۰″شرقی / ۳۵٫۶۸۴۵°شمالی ۵۱٫۷۳۸۹°شرقی |        | ۱۰۳  |
| تخت حسن          | ۳۵°۳۴′۱۵″شمالی ۵۲°۲۰′۰۵″شرقی / ۳۵٫۵۷۰۸°شمالی ۵۲٫۳۳۴۶°شرقی |        | ۱۰۴  |
| تخت رستم         | ۳۵°۳۴′۲۴″شمالی ۵۰°۵۵′۵۸″شرقی / ۳۵٫۵۷۳۲°شمالی ۵۰٫۹۳۲۷°شرقی |        | ۱۰۵  |
| تخت سرخه ده      | ۳۵°۳۴′۴۸″شمالی ۵۲°۱۷′۵۱″شرقی / ۳۵٫۵۸۰۰°شمالی ۵۲٫۲۹۷۵°شرقی |        | ۱۰۶  |
| تخت علی          | ۳۵°۴۲′۲۳″شمالی ۵۲°۳۰′۵۳″شرقی / ۳۵٫۷۰۶۴°شمالی ۵۲٫۵۱۴۸°شرقی |        | ۱۰۷  |
| تختی خشک چال     | ۳۵°۵۰′۳۸″شمالی ۵۱°۲۸′۲۸″شرقی / ۳۵٫۸۴۳۹°شمالی ۵۱٫۴۷۴۵°شرقی |        | ۱۰۸  |
| تختی زردبند      | ۳۵°۴۹′۳۵″شمالی ۵۱°۳۰′۰۷″شرقی / ۳۵٫۸۲۶۳°شمالی ۵۱٫۵۰۲۰°شرقی |        | ۱۰۹  |
| تخشه             | ۳۵°۳۵′۰۴″شمالی ۵۱°۳۶′۴۴″شرقی / ۳۵٫۵۸۴۴°شمالی ۵۱٫۶۱۲۱°شرقی |        | ۱۱۰  |
| ترسنگ            | ۳۵°۵۲′۴۱″شمالی ۵۱°۱۵′۳۳″شرقی / ۳۵٫۸۷۸۱°شمالی ۵۱٫۲۵۹۲°شرقی |        | ۱۱۱  |
| تکی              | ۳۵°۳۸′۲۸″شمالی ۵۲°۳۱′۴۶″شرقی / ۳۵٫۶۴۱۰°شمالی ۵۲٫۵۲۹۴°شرقی |        | ۱۱۲  |
| تلی باغ          | ۳۵°۵۴′۲۹″شمالی ۵۲°۲۹′۱۸″شرقی / ۳۵٫۹۰۸۱°شمالی ۵۲٫۴۸۸۳°شرقی |        | ۱۱۳  |
| توتک             | ۳۵°۳۵′۳۷″شمالی ۵۱°۳۷′۰۴″شرقی / ۳۵٫۵۹۳۷°شمالی ۵۱٫۶۱۷۸°شرقی |        | ۱۱۴  |
| توچال            | ۳۵°۵۲′۱۵″شمالی ۵۱°۲۷′۰۹″شرقی / ۳۵٫۸۷۰۸°شمالی ۵۱٫۴۵۲۵°شرقی |        | ۱۱۵  |
| توچال            | ۳۵°۵۲′۴۸″شمالی ۵۱°۲۵′۲۶″شرقی / ۳۵٫۸۸۰۰°شمالی ۵۱٫۴۲۳۹°شرقی |        | ۱۱۶  |
| توچال            | ۳۵°۳۶′۵۹″شمالی ۵۱°۴۰′۰۲″شرقی / ۳۵٫۶۱۶۴°شمالی ۵۱٫۶۶۷۱°شرقی |        | ۱۱۷  |
| توره             | ۳۵°۳۶′۲۳″شمالی ۵۰°۴۳′۲۶″شرقی / ۳۵٫۶۰۶۵°شمالی ۵۰٫۷۲۳۸°شرقی |        | ۱۱۸  |
| توفیق            | ۳۵°۵۳′۰۲″شمالی ۵۱°۴۵′۵۵″شرقی / ۳۵٫۸۸۳۸°شمالی ۵۱٫۷۶۵۲°شرقی |        | ۱۱۹  |
| توفیق            | ۳۵°۵۲′۰۵″شمالی ۵۱°۴۵′۳۲″شرقی / ۳۵٫۸۶۸۱°شمالی ۵۱٫۷۵۸۹°شرقی |        | ۱۲۰  |
| تیرچوب           | ۳۵°۳۱′۱۸″شمالی ۵۲°۱۴′۱۹″شرقی / ۳۵٫۵۲۱۸°شمالی ۵۲٫۲۳۸۶°شرقی |        | ۱۲۱  |
| تیرچوب           | ۳۵°۳۱′۲۶″شمالی ۵۲°۱۶′۰۸″شرقی / ۳۵٫۵۲۴۰°شمالی ۵۲٫۲۶۹۰°شرقی |        | ۱۲۲  |
| تیغه قرمز        | ۳۵°۲۵′۰۴″شمالی ۵۲°۲۸′۱۱″شرقی / ۳۵٫۴۱۷۹°شمالی ۵۲٫۴۶۹۸°شرقی |        | ۱۲۳  |
| تیغه‌های نی دره   | ۳۵°۴۰′۴۰″شمالی ۵۱°۳۳′۵۸″شرقی / ۳۵٫۶۷۷۸°شمالی ۵۱٫۵۶۶۱°شرقی |        | ۱۲۴  |
| جان علی کوه      | ۳۵°۴۶′۳۴″شمالی ۵۲°۵۹′۳۲″شرقی / ۳۵٫۷۷۶۲°شمالی ۵۲٫۹۹۲۲°شرقی |        | ۱۲۵  |
| جل یک            | ۳۵°۳۳′۳۷″شمالی ۵۱°۴۰′۲۱″شرقی / ۳۵٫۵۶۰۳°شمالی ۵۱٫۶۷۲۵°شرقی |        | ۱۲۶  |
| چارزگرد          | ۳۵°۵۸′۴۷″شمالی ۵۱°۳۷′۵۲″شرقی / ۳۵٫۹۷۹۸°شمالی ۵۱٫۶۳۱۲°شرقی |        | ۱۲۷  |
| چال              | ۳۵°۵۹′۳۲″شمالی ۵۱°۳۵′۵۶″شرقی / ۳۵٫۹۹۲۳°شمالی ۵۱٫۵۹۸۹°شرقی |        | ۱۲۸  |
| چال              | ۳۶°۰۰′۱۵″شمالی ۵۱°۳۵′۵۰″شرقی / ۳۶٫۰۰۴۲°شمالی ۵۱٫۵۹۷۲°شرقی |        | ۱۲۹  |
| چال آسیاب        | ۳۵°۳۳′۳۷″شمالی ۵۲°۱۵′۰۷″شرقی / ۳۵٫۵۶۰۲°شمالی ۵۲٫۲۵۲۰°شرقی |        | ۱۳۰  |
| چال مهرعلی       | ۳۵°۳۶′۵۴″شمالی ۵۱°۴۲′۱۱″شرقی / ۳۵٫۶۱۵۰°شمالی ۵۱٫۷۰۳۰°شرقی |        | ۱۳۱  |
| چال مینه         | ۳۵°۴۸′۱۴″شمالی ۵۱°۱۲′۲۳″شرقی / ۳۵٫۸۰۳۸°شمالی ۵۱٫۲۰۶۵°شرقی |        | ۱۳۲  |
| چاه سر           | ۳۵°۴۲′۱۳″شمالی ۵۲°۵۰′۱۵″شرقی / ۳۵٫۷۰۳۶°شمالی ۵۲٫۸۳۷۵°شرقی |        | ۱۳۳  |
| چراغعلی          | ۳۵°۳۸′۲۶″شمالی ۵۰°۴۶′۵۷″شرقی / ۳۵٫۶۴۰۶°شمالی ۵۰٫۷۸۲۶°شرقی |        | ۱۳۴  |
| چرخرک            | ۳۵°۴۸′۳۷″شمالی ۵۱°۱۸′۵۵″شرقی / ۳۵٫۸۱۰۳°شمالی ۵۱٫۳۱۵۲°شرقی |        | ۱۳۵  |
| چرخی بالا        | ۳۵°۳۲′۲۰″شمالی ۵۰°۳۹′۲۲″شرقی / ۳۵٫۵۳۸۹°شمالی ۵۰٫۶۵۶۱°شرقی |        | ۱۳۶  |
| چرخی پائین       | ۳۵°۳۲′۲۸″شمالی ۵۰°۴۰′۴۰″شرقی / ۳۵٫۵۴۱۱°شمالی ۵۰٫۶۷۷۷°شرقی |        | ۱۳۷  |
| چشمه دوبرار      | ۳۵°۵۸′۲۵″شمالی ۵۱°۴۵′۰۸″شرقی / ۳۵٫۹۷۳۷°شمالی ۵۱٫۷۵۲۲°شرقی |        | ۱۳۸  |
| چشمه دوبرار      | ۳۵°۵۹′۰۰″شمالی ۵۱°۴۳′۵۵″شرقی / ۳۵٫۹۸۳۲°شمالی ۵۱٫۷۳۱۹°شرقی |        | ۱۳۹  |
| چکزوره           | ۳۵°۳۵′۰۵″شمالی ۵۱°۳۵′۳۴″شرقی / ۳۵٫۵۸۴۷°شمالی ۵۱٫۵۹۲۷°شرقی |        | ۱۴۰  |
| چل بکینک         | ۳۵°۴۱′۵۹″شمالی ۵۲°۰۵′۰۵″شرقی / ۳۵٫۶۹۹۸°شمالی ۵۲٫۰۸۴۷°شرقی |        | ۱۴۱  |
| چل قز            | ۳۵°۳۵′۳۴″شمالی ۵۱°۳۸′۱۴″شرقی / ۳۵٫۵۹۲۸°شمالی ۵۱٫۶۳۷۲°شرقی |        | ۱۴۲  |
| چلون تخته        | ۳۵°۴۶′۴۴″شمالی ۵۲°۵۱′۳۲″شرقی / ۳۵٫۷۷۹۰°شمالی ۵۲٫۸۵۸۸°شرقی |        | ۱۴۳  |
| چلون تخته        | ۳۵°۴۶′۳۱″شمالی ۵۲°۵۲′۴۲″شرقی / ۳۵٫۷۷۵۲°شمالی ۵۲٫۸۷۸۳°شرقی |        | ۱۴۴  |
| چنگچال           | ۳۵°۴۲′۵۷″شمالی ۵۲°۴۱′۴۸″شرقی / ۳۵٫۷۱۵۷°شمالی ۵۲٫۶۹۶۷°شرقی |        | ۱۴۵  |
| چنگی             | ۳۵°۳۱′۲۰″شمالی ۵۱°۴۴′۲۱″شرقی / ۳۵٫۵۲۲۳°شمالی ۵۱٫۷۳۹۲°شرقی |        | ۱۴۶  |
| چنگی             | ۳۵°۳۰′۵۷″شمالی ۵۱°۴۵′۱۱″شرقی / ۳۵٫۵۱۵۸°شمالی ۵۱٫۷۵۳۱°شرقی |        | ۱۴۷  |
| چهارقاش          | ۳۵°۲۸′۵۰″شمالی ۵۲°۱۸′۴۶″شرقی / ۳۵٫۴۸۰۵°شمالی ۵۲٫۳۱۲۹°شرقی |        | ۱۴۸  |
| چهل بره          | ۳۵°۵۳′۰۰″شمالی ۵۱°۵۰′۳۲″شرقی / ۳۵٫۸۸۳۳°شمالی ۵۱٫۸۴۲۲°شرقی |        | ۱۴۹  |
| حاج دمیجار       | ۳۵°۳۶′۴۴″شمالی ۵۲°۴۳′۴۸″شرقی / ۳۵٫۶۱۲۳°شمالی ۵۲٫۷۳۰۰°شرقی |        | ۱۵۰  |
| حاجی‌ها           | ۳۵°۲۵′۰۵″شمالی ۵۱°۵۴′۲۶″شرقی / ۳۵٫۴۱۸۱°شمالی ۵۱٫۹۰۷۲°شرقی |        | ۱۵۱  |
| حمروئک           | ۳۵°۳۷′۲۳″شمالی ۵۱°۳۳′۳۸″شرقی / ۳۵٫۶۲۳۰°شمالی ۵۱٫۵۶۰۶°شرقی |        | ۱۵۲  |
| حمروئک           | ۳۵°۳۸′۱۸″شمالی ۵۱°۳۲′۵۸″شرقی / ۳۵٫۶۳۸۴°شمالی ۵۱٫۵۴۹۴°شرقی |        | ۱۵۳  |
| خاتون برگاه      | ۳۵°۵۹′۳۳″شمالی ۵۱°۴۱′۳۷″شرقی / ۳۵٫۹۹۲۶°شمالی ۵۱٫۶۹۳۷°شرقی |        | ۱۵۴  |
| خاتون چال        | ۳۵°۵۲′۵۰″شمالی ۵۲°۴۱′۰۳″شرقی / ۳۵٫۸۸۰۶°شمالی ۵۲٫۶۸۴۳°شرقی |        | ۱۵۵  |
| خانیک            | ۳۵°۵۸′۳۹″شمالی ۵۱°۲۷′۱۰″شرقی / ۳۵٫۹۷۷۴°شمالی ۵۱٫۴۵۲۸°شرقی |        | ۱۵۶  |
| خرپران           | ۳۵°۴۰′۵۴″شمالی ۵۲°۱۸′۳۵″شرقی / ۳۵٫۶۸۱۸°شمالی ۵۲٫۳۰۹۸°شرقی |        | ۱۵۷  |
| خرتو             | ۳۵°۴۷′۵۸″شمالی ۵۲°۲۵′۲۵″شرقی / ۳۵٫۷۹۹۵°شمالی ۵۲٫۴۲۳۶°شرقی |        | ۱۵۸  |
| خرسنگ            | ۳۵°۵۹′۴۷″شمالی ۵۱°۴۲′۵۲″شرقی / ۳۵٫۹۹۶۵°شمالی ۵۱٫۷۱۴۴°شرقی |        | ۱۵۹  |
| خرسنگ            | ۳۶°۰۶′۲۴″شمالی ۵۱°۳۱′۱۳″شرقی / ۳۶٫۱۰۶۸°شمالی ۵۱٫۵۲۰۳°شرقی |        | ۱۶۰  |
| خرسنگ            | ۳۶°۰۰′۳۰″شمالی ۵۱°۴۱′۳۴″شرقی / ۳۶٫۰۰۸۳°شمالی ۵۱٫۶۹۲۹°شرقی |        | ۱۶۱  |
| خرمدون           | ۳۵°۵۰′۵۸″شمالی ۵۱°۴۵′۵۷″شرقی / ۳۵٫۸۴۹۵°شمالی ۵۱٫۷۶۵۸°شرقی |        | ۱۶۲  |
| خطو              | ۳۵°۴۰′۰۲″شمالی ۵۲°۳۳′۰۰″شرقی / ۳۵٫۶۶۷۱°شمالی ۵۲٫۵۵۰۰°شرقی |        | ۱۶۳  |
| خلنو             | ۳۶°۰۳′۱۵″شمالی ۵۱°۳۳′۲۱″شرقی / ۳۶٫۰۵۴۳°شمالی ۵۱٫۵۵۵۸°شرقی |        | ۱۶۴  |
| خورده دندلی      | ۳۵°۴۸′۰۰″شمالی ۵۲°۳۳′۰۸″شرقی / ۳۵٫۸۰۰۱°شمالی ۵۲٫۵۵۲۳°شرقی |        | ۱۶۵  |
| دال خونه بزرگ    | ۳۵°۳۸′۱۰″شمالی ۵۱°۳۱′۲۴″شرقی / ۳۵٫۶۳۶۲°شمالی ۵۱٫۵۲۳۴°شرقی |        | ۱۶۶  |
| دال خونه کوچک    | ۳۵°۳۸′۱۸″شمالی ۵۱°۳۰′۴۶″شرقی / ۳۵٫۶۳۸۴°شمالی ۵۱٫۵۱۲۷°شرقی |        | ۱۶۷  |
| دخترک            | ۳۵°۵۲′۰۱″شمالی ۵۱°۱۲′۳۱″شرقی / ۳۵٫۸۶۷۰°شمالی ۵۱٫۲۰۸۷°شرقی |        | ۱۶۸  |
| درازین           | ۳۵°۳۱′۴۹″شمالی ۵۲°۱۱′۲۸″شرقی / ۳۵٫۵۳۰۲°شمالی ۵۲٫۱۹۱۲°شرقی |        | ۱۶۹  |
| دربند            | ۳۵°۲۸′۲۷″شمالی ۵۲°۱۵′۱۳″شرقی / ۳۵٫۴۷۴۲°شمالی ۵۲٫۲۵۳۶°شرقی |        | ۱۷۰  |
| درشک             | ۳۵°۵۰′۵۲″شمالی ۵۱°۴۹′۲۵″شرقی / ۳۵٫۸۴۷۹°شمالی ۵۱٫۸۲۳۶°شرقی |        | ۱۷۱  |
| دره بزرگ         | ۳۵°۳۳′۰۰″شمالی ۵۲°۱۳′۱۵″شرقی / ۳۵٫۵۵۰۰°شمالی ۵۲٫۲۲۰۷°شرقی |        | ۱۷۲  |
| درویش علی        | ۳۵°۴۵′۵۸″شمالی ۵۱°۵۰′۰۳″شرقی / ۳۵٫۷۶۶۱°شمالی ۵۱٫۸۳۴۱°شرقی |        | ۱۷۳  |
| دریوک            | ۳۵°۵۸′۵۷″شمالی ۵۱°۴۰′۲۳″شرقی / ۳۵٫۹۸۲۵°شمالی ۵۱٫۶۷۳۰°شرقی |        | ۱۷۴  |
| دز               | ۳۵°۳۱′۳۹″شمالی ۵۲°۰۶′۵۵″شرقی / ۳۵٫۵۲۷۵°شمالی ۵۲٫۱۱۵۲°شرقی |        | ۱۷۵  |
| دزدک             | ۳۵°۵۸′۳۴″شمالی ۵۱°۳۳′۴۵″شرقی / ۳۵٫۹۷۶۱°شمالی ۵۱٫۵۶۲۴°شرقی |        | ۱۷۶  |
| دشته             | ۳۵°۴۷′۵۳″شمالی ۵۱°۰۵′۳۷″شرقی / ۳۵٫۷۹۸۱°شمالی ۵۱٫۰۹۳۵°شرقی |        | ۱۷۷  |
| دهک              | ۳۵°۳۶′۵۵″شمالی ۵۱°۳۸′۵۵″شرقی / ۳۵٫۶۱۵۳°شمالی ۵۱٫۶۴۸۷°شرقی |        | ۱۷۸  |
| دوازده امام      | ۳۴°۵۹′۰۰″شمالی ۵۱°۴۵′۴۸″شرقی / ۳۴٫۹۸۳۳°شمالی ۵۱٫۷۶۳۳°شرقی |        | ۱۷۹  |
| دوبرار           | ۳۵°۴۵′۴۹″شمالی ۵۲°۱۳′۵۳″شرقی / ۳۵٫۷۶۳۷°شمالی ۵۲٫۲۳۱۴°شرقی |        | ۱۸۰  |
| دودارون          | ۳۵°۳۹′۵۴″شمالی ۵۲°۳۰′۰۵″شرقی / ۳۵٫۶۶۵۰°شمالی ۵۲٫۵۰۱۳°شرقی |        | ۱۸۱  |
| دیم دیم شلو      | ۳۵°۴۸′۱۲″شمالی ۵۱°۱۱′۰۱″شرقی / ۳۵٫۸۰۳۳°شمالی ۵۱٫۱۸۳۷°شرقی |        | ۱۸۲  |
| دیمدرسیاب        | ۳۵°۴۸′۱۹″شمالی ۵۱°۱۳′۰۸″شرقی / ۳۵٫۸۰۵۳°شمالی ۵۱٫۲۱۸۸°شرقی |        | ۱۸۳  |
| ذوب فلزغنی آباد  | ۳۵°۳۴′۵۹″شمالی ۵۱°۲۹′۲۵″شرقی / ۳۵٫۵۸۳۰°شمالی ۵۱٫۴۹۰۴°شرقی |        | ۱۸۴  |
| رخش              | ۳۵°۴۵′۴۷″شمالی ۵۲°۱۷′۳۸″شرقی / ۳۵٫۷۶۳۰°شمالی ۵۲٫۲۹۴۰°شرقی |        | ۱۸۵  |
| رنج گنج دهکان    | ۳۵°۴۸′۳۶″شمالی ۵۲°۲۲′۳۱″شرقی / ۳۵٫۸۱۰۱°شمالی ۵۲٫۳۷۵۴°شرقی |        | ۱۸۶  |
| ریزقرمز          | ۳۵°۳۳′۳۶″شمالی ۵۱°۳۹′۰۵″شرقی / ۳۵٫۵۶۰۱°شمالی ۵۱٫۶۵۱۵°شرقی |        | ۱۸۷  |
| ریگ چال          | ۳۶°۰۱′۰۵″شمالی ۵۱°۳۳′۴۱″شرقی / ۳۶٫۰۱۸۰°شمالی ۵۱٫۵۶۱۳°شرقی |        | ۱۸۸  |
| زارع             | ۳۵°۵۰′۳۴″شمالی ۵۱°۴۷′۱۶″شرقی / ۳۵٫۸۴۲۷°شمالی ۵۱٫۷۸۷۷°شرقی |        | ۱۸۹  |
| زاغ              | ۳۵°۳۳′۴۰″شمالی ۵۲°۰۰′۲۰″شرقی / ۳۵٫۵۶۱۲°شمالی ۵۲٫۰۰۵۶°شرقی |        | ۱۹۰  |
| زربند            | ۳۵°۵۹′۰۰″شمالی ۵۱°۳۲′۴۵″شرقی / ۳۵٫۹۸۳۳°شمالی ۵۱٫۵۴۵۷°شرقی |        | ۱۹۱  |
| زرد              | ۳۵°۳۰′۵۷″شمالی ۵۲°۱۰′۳۷″شرقی / ۳۵٫۵۱۵۹°شمالی ۵۲٫۱۷۶۹°شرقی |        | ۱۹۲  |
| زرد              | ۳۶°۰۰′۵۵″شمالی ۵۱°۳۶′۰۹″شرقی / ۳۶٫۰۱۵۳°شمالی ۵۱٫۶۰۲۴°شرقی |        | ۱۹۳  |
| زردبند           | ۳۵°۴۵′۴۱″شمالی ۵۱°۵۸′۳۰″شرقی / ۳۵٫۷۶۱۳°شمالی ۵۱٫۹۷۵۰°شرقی |        | ۱۹۴  |
| زردبند           | ۳۵°۴۷′۲۸″شمالی ۵۱°۵۱′۵۰″شرقی / ۳۵٫۷۹۱۱°شمالی ۵۱٫۸۶۳۹°شرقی |        | ۱۹۵  |
| زردزال پری       | ۳۵°۵۰′۱۱″شمالی ۵۲°۳۱′۲۰″شرقی / ۳۵٫۸۳۶۴°شمالی ۵۲٫۵۲۲۱°شرقی |        | ۱۹۶  |
| زردکوچک          | ۳۵°۴۵′۵۰″شمالی ۵۱°۵۲′۳۷″شرقی / ۳۵٫۷۶۴۰°شمالی ۵۱٫۸۷۶۹°شرقی |        | ۱۹۷  |
| زردنو            | ۳۵°۳۱′۰۸″شمالی ۵۲°۰۲′۰۷″شرقی / ۳۵٫۵۱۸۹°شمالی ۵۲٫۰۳۵۲°شرقی |        | ۱۹۸  |
| زرکلی بزرگ       | ۳۵°۴۰′۳۱″شمالی ۵۱°۳۵′۳۴″شرقی / ۳۵٫۶۷۵۴°شمالی ۵۱٫۵۹۲۷°شرقی |        | ۱۹۹  |
| زرین چال         | ۳۵°۴۷′۰۳″شمالی ۵۳°۰۱′۰۸″شرقی / ۳۵٫۷۸۴۱°شمالی ۵۳٫۰۱۹۰°شرقی |        | ۲۰۰  |
| زرین طور         | ۳۵°۴۵′۴۲″شمالی ۵۲°۲۷′۳۵″شرقی / ۳۵٫۷۶۱۷°شمالی ۵۲٫۴۵۹۸°شرقی |        | ۲۰۱  |
| زرین‌کوه          | ۳۵°۴۲′۳۰″شمالی ۵۲°۱۳′۴۴″شرقی / ۳۵٫۷۰۸۲°شمالی ۵۲٫۲۲۹۰°شرقی |        | ۲۰۲  |
| زرین کوه         | ۳۵°۴۱′۵۴″شمالی ۵۲°۱۶′۱۵″شرقی / ۳۵٫۶۹۸۳°شمالی ۵۲٫۲۷۰۸°شرقی |        | ۲۰۳  |
| زنگلمار          | ۳۵°۲۶′۲۴″شمالی ۵۱°۵۱′۵۵″شرقی / ۳۵٫۴۴۰۱°شمالی ۵۱٫۸۶۵۳°شرقی |        | ۲۰۴  |
| زنگه چال         | ۳۵°۳۴′۲۸″شمالی ۵۲°۴۶′۱۰″شرقی / ۳۵٫۵۷۴۴°شمالی ۵۲٫۷۶۹۵°شرقی |        | ۲۰۵  |
| زیرک چال         | ۳۵°۳۸′۰۰″شمالی ۵۱°۴۰′۴۱″شرقی / ۳۵٫۶۳۳۴°شمالی ۵۱٫۶۷۸۱°شرقی |        | ۲۰۶  |
| زیرکمر           | ۳۵°۳۵′۲۳″شمالی ۵۱°۳۶′۱۱″شرقی / ۳۵٫۵۸۹۸°شمالی ۵۱٫۶۰۳۱°شرقی |        | ۲۰۷  |
| ساکا             | ۳۵°۵۳′۰۴″شمالی ۵۱°۴۱′۰۰″شرقی / ۳۵٫۸۸۴۵°شمالی ۵۱٫۶۸۳۳°شرقی |        | ۲۰۸  |
| سبزه چمن         | ۳۵°۵۰′۳۲″شمالی ۵۲°۳۸′۵۸″شرقی / ۳۵٫۸۴۲۱°شمالی ۵۲٫۶۴۹۵°شرقی |        | ۲۰۹  |
| سپاه             | ۳۵°۳۹′۰۱″شمالی ۵۱°۳۶′۵۱″شرقی / ۳۵٫۶۵۰۲°شمالی ۵۱٫۶۱۴۳°شرقی |        | ۲۱۰  |
| سرباریکو         | ۳۵°۵۱′۵۸″شمالی ۵۲°۲۵′۰۳″شرقی / ۳۵٫۸۶۶۲°شمالی ۵۲٫۴۱۷۶°شرقی |        | ۲۱۱  |
| سربان قز         | ۳۵°۴۸′۱۱″شمالی ۵۳°۰۴′۲۴″شرقی / ۳۵٫۸۰۳۱°شمالی ۵۳٫۰۷۳۲°شرقی |        | ۲۱۲  |
| سربکرده چشمه     | ۳۵°۵۱′۱۴″شمالی ۵۲°۳۹′۱۱″شرقی / ۳۵٫۸۵۳۸°شمالی ۵۲٫۶۵۳۱°شرقی |        | ۲۱۳  |
| سرچال بزرگ       | ۳۵°۴۹′۳۴″شمالی ۵۱°۲۶′۳۶″شرقی / ۳۵٫۸۲۶۰°شمالی ۵۱٫۴۴۳۴°شرقی |        | ۲۱۴  |
| سرچشمه           | ۳۵°۴۲′۴۴″شمالی ۵۲°۴۸′۲۱″شرقی / ۳۵٫۷۱۲۱°شمالی ۵۲٫۸۰۵۹°شرقی |        | ۲۱۵  |
| سرخ قلعه         | ۳۵°۴۵′۰۷″شمالی ۵۲°۵۱′۲۸″شرقی / ۳۵٫۷۵۲۰°شمالی ۵۲٫۸۵۷۸°شرقی |        | ۲۱۶  |
| سرخاص گرچک       | ۳۵°۵۵′۱۳″شمالی ۵۱°۳۰′۰۴″شرقی / ۳۵٫۹۲۰۲°شمالی ۵۱٫۵۰۱۰°شرقی |        | ۲۱۷  |
| سرخه             | ۳۵°۳۵′۲۰″شمالی ۵۲°۳۰′۴۰″شرقی / ۳۵٫۵۸۸۹°شمالی ۵۲٫۵۱۱۲°شرقی |        | ۲۱۸  |
| سرخه باغ صندلی   | ۳۵°۴۶′۵۱″شمالی ۵۱°۳۹′۳۵″شرقی / ۳۵٫۷۸۰۷°شمالی ۵۱٫۶۵۹۶°شرقی |        | ۲۱۹  |
| سرخه حصار        | ۳۵°۴۲′۰۰″شمالی ۵۱°۳۵′۴۸″شرقی / ۳۵٫۷۰۰۰°شمالی ۵۱٫۵۹۶۸°شرقی |        | ۲۲۰  |
| سرخه ده          | ۳۵°۳۴′۴۳″شمالی ۵۲°۱۶′۰۰″شرقی / ۳۵٫۵۷۸۷°شمالی ۵۲٫۲۶۶۸°شرقی |        | ۲۲۱  |
| سرخه سرخه        | ۳۵°۳۸′۱۹″شمالی ۵۲°۴۲′۰۱″شرقی / ۳۵٫۶۳۸۵°شمالی ۵۲٫۷۰۰۲°شرقی |        | ۲۲۲  |
| سرخه کوه         | ۳۵°۴۹′۵۱″شمالی ۵۳°۰۰′۵۲″شرقی / ۳۵٫۸۳۰۹°شمالی ۵۳٫۰۱۴۴°شرقی |        | ۲۲۳  |
| سرسی             | ۳۵°۴۱′۱۹″شمالی ۵۲°۲۸′۰۲″شرقی / ۳۵٫۶۸۸۷°شمالی ۵۲٫۴۶۷۳°شرقی |        | ۲۲۴  |
| سرکچال           | ۳۶°۰۱′۲۵″شمالی ۵۱°۳۲′۳۷″شرقی / ۳۶٫۰۲۳۵°شمالی ۵۱٫۵۴۳۶°شرقی |        | ۲۲۵  |
| سرنر             | ۳۵°۳۶′۱۹″شمالی ۵۲°۴۳′۰۷″شرقی / ۳۵٫۶۰۵۴°شمالی ۵۲٫۷۱۸۶°شرقی |        | ۲۲۶  |
| سرهمند           | ۳۵°۳۷′۴۶″شمالی ۵۲°۳۷′۳۶″شرقی / ۳۵٫۶۲۹۴°شمالی ۵۲٫۶۲۶۷°شرقی |        | ۲۲۷  |
| سرهمند           | ۳۵°۳۷′۳۷″شمالی ۵۲°۳۷′۰۳″شرقی / ۳۵٫۶۲۶۹°شمالی ۵۲٫۶۱۷۴°شرقی |        | ۲۲۸  |
| سفید             | ۳۵°۳۹′۳۹″شمالی ۵۰°۵۲′۴۷″شرقی / ۳۵٫۶۶۰۹°شمالی ۵۰٫۸۷۹۸°شرقی |        | ۲۲۹  |
| سفید             | ۳۵°۲۷′۱۰″شمالی ۵۲°۲۲′۳۳″شرقی / ۳۵٫۴۵۲۹°شمالی ۵۲٫۳۷۵۸°شرقی |        | ۲۳۰  |
| سفید             | ۳۵°۲۷′۱۷″شمالی ۵۲°۲۰′۳۸″شرقی / ۳۵٫۴۵۴۷°شمالی ۵۲٫۳۴۳۸°شرقی |        | ۲۳۱  |
| سفید             | ۳۵°۳۴′۰۳″شمالی ۵۱°۳۵′۱۱″شرقی / ۳۵٫۵۶۷۶°شمالی ۵۱٫۵۸۶۳°شرقی |        | ۲۳۲  |
| سفیدآب           | ۳۵°۴۵′۵۵″شمالی ۵۲°۱۵′۵۵″شرقی / ۳۵٫۷۶۵۴°شمالی ۵۲٫۲۶۵۲°شرقی |        | ۲۳۳  |
| سفیدبند          | ۳۵°۲۹′۵۳″شمالی ۵۲°۰۹′۳۹″شرقی / ۳۵٫۴۹۸۱°شمالی ۵۲٫۱۶۰۷°شرقی |        | ۲۳۴  |
| سفیدکوه          | ۳۵°۳۵′۵۹″شمالی ۵۲°۲۶′۲۱″شرقی / ۳۵٫۵۹۹۶°شمالی ۵۲٫۴۳۹۳°شرقی |        | ۲۳۵  |
| سگلوئه           | ۳۵°۴۷′۳۷″شمالی ۵۱°۵۸′۵۸″شرقی / ۳۵٫۷۹۳۶°شمالی ۵۱٫۹۸۲۷°شرقی |        | ۲۳۶  |
| سلو              | ۳۵°۳۶′۵۷″شمالی ۵۲°۴۰′۱۲″شرقی / ۳۵٫۶۱۵۸°شمالی ۵۲٫۶۶۹۹°شرقی |        | ۲۳۷  |
| سمند             | ۳۵°۳۶′۲۰″شمالی ۵۱°۳۵′۳۴″شرقی / ۳۵٫۶۰۵۶°شمالی ۵۱٫۵۹۲۷°شرقی |        | ۲۳۸  |
| سمندتوتک         | ۳۵°۳۴′۱۳″شمالی ۵۱°۳۷′۳۹″شرقی / ۳۵٫۵۷۰۳°شمالی ۵۱٫۶۲۷۶°شرقی |        | ۲۳۹  |
| سنگ چال          | ۳۵°۵۰′۳۰″شمالی ۵۲°۴۰′۴۵″شرقی / ۳۵٫۸۴۱۷°شمالی ۵۲٫۶۷۹۲°شرقی |        | ۲۴۰  |
| سنگان            | ۳۵°۵۳′۵۶″شمالی ۵۱°۱۴′۲۲″شرقی / ۳۵٫۸۹۸۹°شمالی ۵۱٫۲۳۹۵°شرقی |        | ۲۴۱  |
| سنگی             | ۳۵°۳۹′۰۶″شمالی ۵۲°۳۶′۳۴″شرقی / ۳۵٫۶۵۱۶°شمالی ۵۲٫۶۰۹۴°شرقی |        | ۲۴۲  |
| سه دره بزرگ      | ۳۵°۳۶′۴۴″شمالی ۵۱°۳۴′۰۷″شرقی / ۳۵٫۶۱۲۳°شمالی ۵۱٫۵۶۸۵°شرقی |        | ۲۴۳  |
| سه دره کوچک      | ۳۵°۳۶′۱۷″شمالی ۵۱°۳۴′۲۴″شرقی / ۳۵٫۶۰۴۸°شمالی ۵۱٫۵۷۳۳°شرقی |        | ۲۴۴  |
| سوته             | ۳۵°۴۳′۰۹″شمالی ۵۲°۴۰′۴۸″شرقی / ۳۵٫۷۱۹۱°شمالی ۵۲٫۶۷۹۹°شرقی |        | ۲۴۵  |
| سورکه            | ۳۵°۴۹′۵۴″شمالی ۵۱°۴۰′۰۸″شرقی / ۳۵٫۸۳۱۶°شمالی ۵۱٫۶۶۸۹°شرقی |        | ۲۴۶  |
| سوسن             | ۳۵°۲۷′۳۰″شمالی ۵۲°۱۶′۵۴″شرقی / ۳۵٫۴۵۸۲°شمالی ۵۲٫۲۸۱۷°شرقی |        | ۲۴۷  |
| سولک             | ۳۵°۳۰′۱۴″شمالی ۵۲°۱۵′۰۰″شرقی / ۳۵٫۵۰۴۰°شمالی ۵۲٫۲۵۰۰°شرقی |        | ۲۴۸  |
| سولک             | ۳۵°۳۰′۱۳″شمالی ۵۲°۱۴′۱۰″شرقی / ۳۵٫۵۰۳۷°شمالی ۵۲٫۲۳۶۲°شرقی |        | ۲۴۹  |
| سولک             | ۳۵°۲۹′۴۹″شمالی ۵۲°۱۴′۴۰″شرقی / ۳۵٫۴۹۷۰°شمالی ۵۲٫۲۴۴۵°شرقی |        | ۲۵۰  |
| سومبلا           | ۳۵°۴۹′۵۷″شمالی ۵۱°۱۳′۴۴″شرقی / ۳۵٫۸۳۲۴°شمالی ۵۱٫۲۲۸۸°شرقی |        | ۲۵۱  |
| سی               | ۳۵°۳۳′۲۶″شمالی ۵۲°۱۰′۰۲″شرقی / ۳۵٫۵۵۷۲°شمالی ۵۲٫۱۶۷۲°شرقی |        | ۲۵۲  |
| سی یک چشمه       | ۳۵°۵۲′۲۱″شمالی ۵۲°۴۰′۱۷″شرقی / ۳۵٫۸۷۲۴°شمالی ۵۲٫۶۷۱۴°شرقی |        | ۲۵۳  |
| سی یک چشمه       | ۳۵°۵۲′۳۸″شمالی ۵۲°۴۰′۰۶″شرقی / ۳۵٫۸۷۷۳°شمالی ۵۲٫۶۶۸۲°شرقی |        | ۲۵۴  |
| سیاه             | ۳۵°۳۱′۰۵″شمالی ۵۰°۵۶′۴۶″شرقی / ۳۵٫۵۱۸۰°شمالی ۵۰٫۹۴۶۲°شرقی |        | ۲۵۵  |
| سیاه             | ۳۵°۳۱′۴۱″شمالی ۵۰°۵۵′۵۳″شرقی / ۳۵٫۵۲۸۰°شمالی ۵۰٫۹۳۱۳°شرقی |        | ۲۵۶  |
| سیاه بند         | ۳۵°۵۲′۵۸″شمالی ۵۱°۲۹′۲۷″شرقی / ۳۵٫۸۸۲۷°شمالی ۵۱٫۴۹۰۸°شرقی |        | ۲۵۷  |
| سیاه بند         | ۳۵°۴۰′۲۵″شمالی ۵۲°۱۶′۱۶″شرقی / ۳۵٫۶۷۳۵°شمالی ۵۲٫۲۷۱۱°شرقی |        | ۲۵۸  |
| سیاه بنه         | ۳۵°۴۳′۲۲″شمالی ۵۲°۴۳′۵۲″شرقی / ۳۵٫۷۲۲۸°شمالی ۵۲٫۷۳۱۲°شرقی |        | ۲۵۹  |
| سیاه پلاس        | ۳۵°۵۱′۳۴″شمالی ۵۱°۵۲′۰۸″شرقی / ۳۵٫۸۵۹۴°شمالی ۵۱٫۸۶۸۹°شرقی |        | ۲۶۰  |
| سیاه چال         | ۳۵°۴۲′۱۹″شمالی ۵۲°۰۹′۵۶″شرقی / ۳۵٫۷۰۵۲°شمالی ۵۲٫۱۶۵۵°شرقی |        | ۲۶۱  |
| سیاه دره         | ۳۵°۳۴′۱۷″شمالی ۵۱°۳۹′۰۶″شرقی / ۳۵٫۵۷۱۴°شمالی ۵۱٫۶۵۱۶°شرقی |        | ۲۶۲  |
| سیاه رود         | ۳۵°۴۶′۳۶″شمالی ۵۲°۲۱′۴۴″شرقی / ۳۵٫۷۷۶۶°شمالی ۵۲٫۳۶۲۳°شرقی |        | ۲۶۳  |
| سیاه ریز         | ۳۵°۳۱′۲۷″شمالی ۵۲°۱۰′۵۱″شرقی / ۳۵٫۵۲۴۲°شمالی ۵۲٫۱۸۰۷°شرقی |        | ۲۶۴  |
| سیاه سر          | ۳۵°۵۰′۳۰″شمالی ۵۱°۱۴′۰۸″شرقی / ۳۵٫۸۴۱۶°شمالی ۵۱٫۲۳۵۶°شرقی |        | ۲۶۵  |
| سیاه سر          | ۳۵°۴۰′۵۷″شمالی ۵۲°۵۹′۴۳″شرقی / ۳۵٫۶۸۲۶°شمالی ۵۲٫۹۹۵۴°شرقی |        | ۲۶۶  |
| سیاه سنگ         | ۳۵°۳۳′۰۳″شمالی ۵۲°۱۴′۱۰″شرقی / ۳۵٫۵۵۰۸°شمالی ۵۲٫۲۳۶۰°شرقی |        | ۲۶۷  |
| سیاه غار         | ۳۵°۴۱′۰۷″شمالی ۵۱°۳۲′۴۰″شرقی / ۳۵٫۶۸۵۲°شمالی ۵۱٫۵۴۴۵°شرقی |        | ۲۶۸  |
| سیاه لیز         | ۳۵°۵۹′۴۴″شمالی ۵۱°۳۷′۳۳″شرقی / ۳۵٫۹۹۵۵°شمالی ۵۱٫۶۲۵۷°شرقی |        | ۲۶۹  |
| سیاه ماق         | ۳۵°۳۱′۲۰″شمالی ۵۲°۱۲′۴۸″شرقی / ۳۵٫۵۲۲۱°شمالی ۵۲٫۲۱۳۳°شرقی |        | ۲۷۰  |
| سیاهده           | ۳۵°۴۶′۳۹″شمالی ۵۲°۵۰′۵۰″شرقی / ۳۵٫۷۷۷۵°شمالی ۵۲٫۸۴۷۱°شرقی |        | ۲۷۱  |
| سیاهکوه          | ۳۵°۰۰′۳۷″شمالی ۵۱°۴۲′۱۸″شرقی / ۳۵٫۰۱۰۴°شمالی ۵۱٫۷۰۵۰°شرقی |        | ۲۷۲  |
| سیاهکوه          | ۳۵°۰۰′۱۱″شمالی ۵۱°۵۳′۱۱″شرقی / ۳۵٫۰۰۳۰°شمالی ۵۱٫۸۸۶۵°شرقی |        | ۲۷۳  |
| سیاهکوه          | ۳۵°۰۰′۱۹″شمالی ۵۱°۴۶′۴۰″شرقی / ۳۵٫۰۰۵۴°شمالی ۵۱٫۷۷۷۹°شرقی |        | ۲۷۴  |
| سیرکوه           | ۳۵°۵۰′۲۳″شمالی ۵۲°۵۲′۱۰″شرقی / ۳۵٫۸۳۹۸°شمالی ۵۲٫۸۶۹۵°شرقی |        | ۲۷۵  |
| سیمان            | ۳۵°۳۶′۳۶″شمالی ۵۱°۲۷′۳۶″شرقی / ۳۵٫۶۱۰۰°شمالی ۵۱٫۴۵۹۹°شرقی |        | ۲۷۶  |
| سینه کل نو       | ۳۵°۵۱′۱۸″شمالی ۵۱°۲۹′۳۵″شرقی / ۳۵٫۸۵۴۹°شمالی ۵۱٫۴۹۳۰°شرقی |        | ۲۷۷  |
| سینه کل نو       | ۳۵°۵۱′۱۸″شمالی ۵۱°۳۰′۰۹″شرقی / ۳۵٫۸۵۵۱°شمالی ۵۱٫۵۰۲۵°شرقی |        | ۲۷۸  |
| شاه تول          | ۳۵°۴۸′۵۹″شمالی ۵۳°۰۰′۱۴″شرقی / ۳۵٫۸۱۶۳°شمالی ۵۳٫۰۰۳۹°شرقی |        | ۲۷۹  |
| شاه محمدقله      | ۳۵°۴۷′۵۳″شمالی ۵۳°۰۹′۰۴″شرقی / ۳۵٫۷۹۸۱°شمالی ۵۳٫۱۵۱۰°شرقی |        | ۲۸۰  |
| شاهکوه یهر       | ۳۵°۴۳′۵۸″شمالی ۵۲°۲۵′۲۹″شرقی / ۳۵٫۷۳۲۷°شمالی ۵۲٫۴۲۴۷°شرقی |        | ۲۸۱  |
| شبان علی کوه     | ۳۵°۳۲′۵۷″شمالی ۵۲°۴۱′۱۹″شرقی / ۳۵٫۵۴۹۱°شمالی ۵۲٫۶۸۸۷°شرقی |        | ۲۸۲  |
| شرشره            | ۳۵°۳۴′۵۰″شمالی ۵۱°۳۵′۴۲″شرقی / ۳۵٫۵۸۰۵°شمالی ۵۱٫۵۹۴۹°شرقی |        | ۲۸۳  |
| شکارگاه          | ۳۵°۲۷′۲۶″شمالی ۵۲°۲۵′۱۱″شرقی / ۳۵٫۴۵۷۲°شمالی ۵۲٫۴۱۹۷°شرقی |        | ۲۸۴  |
| شنبل             | ۳۵°۵۳′۲۶″شمالی ۵۲°۴۳′۵۷″شرقی / ۳۵٫۸۹۰۵°شمالی ۵۲٫۷۳۲۵°شرقی |        | ۲۸۵  |
| شهربانو          | ۳۵°۳۵′۴۱″شمالی ۵۱°۳۰′۰۲″شرقی / ۳۵٫۵۹۴۶°شمالی ۵۱٫۵۰۰۵°شرقی |        | ۲۸۶  |
| شورمهل           | ۳۵°۳۲′۵۲″شمالی ۵۲°۱۱′۵۷″شرقی / ۳۵٫۵۴۷۸°شمالی ۵۲٫۱۹۹۳°شرقی |        | ۲۸۷  |
| شوش تپه          | ۳۵°۳۵′۰۵″شمالی ۵۰°۳۸′۱۴″شرقی / ۳۵٫۵۸۴۸°شمالی ۵۰٫۶۳۷۱°شرقی |        | ۲۸۸  |
| شیخون سر         | ۳۵°۳۹′۳۶″شمالی ۵۲°۳۹′۳۱″شرقی / ۳۵٫۶۵۹۹°شمالی ۵۲٫۶۵۸۷°شرقی |        | ۲۸۹  |
| شیورکش           | ۳۵°۵۷′۲۴″شمالی ۵۱°۴۱′۱۲″شرقی / ۳۵٫۹۵۶۶°شمالی ۵۱٫۶۸۶۷°شرقی |        | ۲۹۰  |
| صفائیه           | ۳۵°۳۶′۴۵″شمالی ۵۱°۲۸′۱۰″شرقی / ۳۵٫۶۱۲۵°شمالی ۵۱٫۴۶۹۵°شرقی |        | ۲۹۱  |
| ظهررو            | ۳۵°۳۴′۴۰″شمالی ۵۱°۳۶′۲۸″شرقی / ۳۵٫۵۷۷۷°شمالی ۵۱٫۶۰۷۷°شرقی |        | ۲۹۲  |
| عالی آخور        | ۳۵°۴۸′۱۴″شمالی ۵۲°۲۶′۲۴″شرقی / ۳۵٫۸۰۳۸°شمالی ۵۲٫۴۳۹۹°شرقی |        | ۲۹۳  |
| عروس پران        | ۳۵°۲۲′۳۹″شمالی ۵۲°۲۲′۳۸″شرقی / ۳۵٫۳۷۷۴°شمالی ۵۲٫۳۷۷۱°شرقی |        | ۲۹۴  |
| عروس پران        | ۳۵°۲۲′۴۷″شمالی ۵۲°۲۱′۵۷″شرقی / ۳۵٫۳۷۹۶°شمالی ۵۲٫۳۶۵۹°شرقی |        | ۲۹۵  |
| علی‌آباد          | ۳۵°۴۷′۴۰″شمالی ۵۲°۳۱′۲۵″شرقی / ۳۵٫۷۹۴۵°شمالی ۵۲٫۵۲۳۶°شرقی |        | ۲۹۶  |
| علی محمدخانی     | ۳۵°۵۰′۳۰″شمالی ۵۲°۲۷′۰۲″شرقی / ۳۵٫۸۴۱۷°شمالی ۵۲٫۴۵۰۶°شرقی |        | ۲۹۷  |
| عمارت            | ۳۵°۲۲′۳۴″شمالی ۵۲°۲۶′۲۷″شرقی / ۳۵٫۳۷۶۲°شمالی ۵۲٫۴۴۰۸°شرقی |        | ۲۹۸  |
| غارگردن          | ۳۵°۴۰′۳۶″شمالی ۵۲°۴۷′۵۵″شرقی / ۳۵٫۶۷۶۸°شمالی ۵۲٫۷۹۸۷°شرقی |        | ۲۹۹  |
| غبار             | ۳۵°۳۵′۲۳″شمالی ۵۰°۲۴′۳۶″شرقی / ۳۵٫۵۸۹۸°شمالی ۵۰٫۴۱۰۱°شرقی |        | ۳۰۰  |
| غرقولت           | ۳۵°۴۷′۵۰″شمالی ۵۲°۵۹′۴۲″شرقی / ۳۵٫۷۹۷۱°شمالی ۵۲٫۹۹۵۰°شرقی |        | ۳۰۱  |
| غورقک            | ۳۵°۵۴′۲۹″شمالی ۵۱°۳۶′۵۱″شرقی / ۳۵٫۹۰۸۰°شمالی ۵۱٫۶۱۴۲°شرقی |        | ۳۰۲  |
| فراخ سینه        | ۳۵°۵۰′۵۰″شمالی ۵۱°۳۰′۲۱″شرقی / ۳۵٫۸۴۷۱°شمالی ۵۱٫۵۰۵۹°شرقی |        | ۳۰۳  |
| فراخ کش          | ۳۵°۵۰′۵۹″شمالی ۵۱°۲۱′۲۴″شرقی / ۳۵٫۸۴۹۷°شمالی ۵۱٫۳۵۶۸°شرقی |        | ۳۰۴  |
| فراخ کش          | ۳۵°۵۳′۱۱″شمالی ۵۱°۴۵′۰۱″شرقی / ۳۵٫۸۸۶۵°شمالی ۵۱٫۷۵۰۴°شرقی |        | ۳۰۵  |
| فیلون            | ۳۵°۳۶′۳۵″شمالی ۵۲°۰۹′۵۲″شرقی / ۳۵٫۶۰۹۸°شمالی ۵۲٫۱۶۴۴°شرقی |        | ۳۰۶  |
| قاچلبان          | ۳۵°۲۵′۵۱″شمالی ۵۲°۲۲′۴۱″شرقی / ۳۵٫۴۳۰۸°شمالی ۵۲٫۳۷۸۱°شرقی |        | ۳۰۷  |
| قاراداغ          | ۳۵°۳۹′۰۹″شمالی ۵۰°۴۹′۴۵″شرقی / ۳۵٫۶۵۲۶°شمالی ۵۰٫۸۲۹۲°شرقی |        | ۳۰۸  |
| قاسم دره         | ۳۵°۲۷′۳۵″شمالی ۵۲°۰۹′۳۶″شرقی / ۳۵٫۴۵۹۷°شمالی ۵۲٫۱۶۰۰°شرقی |        | ۳۰۹  |
| قپاق تپه         | ۳۵°۳۱′۵۸″شمالی ۵۲°۲۰′۰۱″شرقی / ۳۵٫۵۳۲۷°شمالی ۵۲٫۳۳۳۷°شرقی |        | ۳۱۰  |
| قرمز             | ۳۵°۱۳′۲۶″شمالی ۵۰°۵۹′۲۵″شرقی / ۳۵٫۲۲۴۰°شمالی ۵۰٫۹۹۰۳°شرقی |        | ۳۱۱  |
| قرمزی            | ۳۵°۳۶′۲۴″شمالی ۵۰°۳۶′۴۶″شرقی / ۳۵٫۶۰۶۸°شمالی ۵۰٫۶۱۲۷°شرقی |        | ۳۱۲  |
| قرمزی بلند       | ۳۵°۲۶′۰۱″شمالی ۵۲°۱۹′۱۵″شرقی / ۳۵٫۴۳۳۶°شمالی ۵۲٫۳۲۰۹°شرقی |        | ۳۱۳  |
| قرمزیا           | ۳۵°۳۳′۵۷″شمالی ۵۱°۳۶′۵۷″شرقی / ۳۵٫۵۶۵۷°شمالی ۵۱٫۶۱۵۹°شرقی |        | ۳۱۴  |
| قره تپه          | ۳۵°۳۸′۲۹″شمالی ۵۰°۳۰′۴۶″شرقی / ۳۵٫۶۴۱۵°شمالی ۵۰٫۵۱۲۹°شرقی |        | ۳۱۵  |
| قره چشمه         | ۳۵°۳۷′۲۲″شمالی ۵۱°۳۸′۰۳″شرقی / ۳۵٫۶۲۲۷°شمالی ۵۱٫۶۳۴۳°شرقی |        | ۳۱۶  |
| قره چولی         | ۳۵°۳۰′۴۶″شمالی ۵۲°۱۸′۵۸″شرقی / ۳۵٫۵۱۲۸°شمالی ۵۲٫۳۱۶۱°شرقی |        | ۳۱۷  |
| قره چینه         | ۳۵°۳۳′۲۲″شمالی ۵۲°۱۴′۱۵″شرقی / ۳۵٫۵۵۶۱°شمالی ۵۲٫۲۳۷۶°شرقی |        | ۳۱۸  |
| قره داغ          | ۳۵°۴۴′۲۲″شمالی ۵۲°۲۴′۱۳″شرقی / ۳۵٫۷۳۹۵°شمالی ۵۲٫۴۰۳۵°شرقی |        | ۳۱۹  |
| قره قاج          | ۳۵°۳۴′۲۲″شمالی ۵۲°۰۹′۵۸″شرقی / ۳۵٫۵۷۲۹°شمالی ۵۲٫۱۶۶۲°شرقی |        | ۳۲۰  |
| قره گجیک         | ۳۵°۳۸′۳۰″شمالی ۵۰°۴۴′۰۳″شرقی / ۳۵٫۶۴۱۷°شمالی ۵۰٫۷۳۴۲°شرقی |        | ۳۲۱  |
| قره گچیک         | ۳۵°۳۸′۳۲″شمالی ۵۰°۴۵′۲۲″شرقی / ۳۵٫۶۴۲۳°شمالی ۵۰٫۷۵۶۰°شرقی |        | ۳۲۲  |
| قزل قره          | ۳۵°۴۵′۲۲″شمالی ۵۲°۱۹′۴۸″شرقی / ۳۵٫۷۵۶۱°شمالی ۵۲٫۳۲۹۹°شرقی |        | ۳۲۳  |
| قلخلی داغ        | ۳۵°۳۹′۴۵″شمالی ۵۰°۵۱′۵۵″شرقی / ۳۵٫۶۶۲۶°شمالی ۵۰٫۸۶۵۴°شرقی |        | ۳۲۴  |
| قلعه             | ۳۵°۳۵′۳۸″شمالی ۵۲°۱۱′۲۳″شرقی / ۳۵٫۵۹۳۸°شمالی ۵۲٫۱۸۹۶°شرقی |        | ۳۲۵  |
| قلعه             | ۳۵°۲۸′۴۸″شمالی ۵۲°۲۳′۰۳″شرقی / ۳۵٫۴۷۹۹°شمالی ۵۲٫۳۸۴۳°شرقی |        | ۳۲۶  |
| قلعه بور         | ۳۵°۳۳′۰۹″شمالی ۵۲°۱۶′۱۷″شرقی / ۳۵٫۵۵۲۴°شمالی ۵۲٫۲۷۱۵°شرقی |        | ۳۲۷  |
| قلفک             | ۳۵°۳۴′۲۷″شمالی ۵۲°۲۳′۴۷″شرقی / ۳۵٫۵۷۴۲°شمالی ۵۲٫۳۹۶۴°شرقی |        | ۳۲۸  |
| قله توچال        | ۳۵°۵۳′۱۰″شمالی ۵۱°۲۵′۰۴″شرقی / ۳۵٫۸۸۶۲°شمالی ۵۱٫۴۱۷۷°شرقی |        | ۳۲۹  |
| قله چم           | ۳۵°۵۱′۴۱″شمالی ۵۱°۲۳′۳۵″شرقی / ۳۵٫۸۶۱۴°شمالی ۵۱٫۳۹۳۱°شرقی |        | ۳۳۰  |
| قله دارآباد      | ۳۵°۵۲′۱۰″شمالی ۵۱°۲۹′۲۸″شرقی / ۳۵٫۸۶۹۵°شمالی ۵۱٫۴۹۱۲°شرقی |        | ۳۳۱  |
| قنبررج           | ۳۵°۴۱′۴۲″شمالی ۵۲°۵۱′۳۲″شرقی / ۳۵٫۶۹۴۹°شمالی ۵۲٫۸۵۸۸°شرقی |        | ۳۳۲  |
| قوچ              | ۳۵°۳۱′۴۳″شمالی ۵۰°۵۲′۱۳″شرقی / ۳۵٫۵۲۸۶°شمالی ۵۰٫۸۷۰۳°شرقی |        | ۳۳۳  |
| قوچ              | ۳۵°۳۴′۰۳″شمالی ۵۱°۵۶′۱۸″شرقی / ۳۵٫۵۶۷۴°شمالی ۵۱٫۹۳۸۳°شرقی |        | ۳۳۴  |
| کاچلون           | ۳۵°۴۰′۰۴″شمالی ۵۱°۴۸′۵۷″شرقی / ۳۵٫۶۶۷۹°شمالی ۵۱٫۸۱۵۸°شرقی |        | ۳۳۵  |
| کاسونک           | ۳۵°۵۷′۰۴″شمالی ۵۱°۴۳′۴۷″شرقی / ۳۵٫۹۵۱۱°شمالی ۵۱٫۷۲۹۷°شرقی |        | ۳۳۶  |
| کاسونک           | ۳۵°۵۷′۲۲″شمالی ۵۱°۴۵′۰۹″شرقی / ۳۵٫۹۵۶۲°شمالی ۵۱٫۷۵۲۴°شرقی |        | ۳۳۷  |
| کافرراه          | ۳۵°۵۸′۱۳″شمالی ۵۱°۴۳′۰۷″شرقی / ۳۵٫۹۷۰۴°شمالی ۵۱٫۷۱۸۷°شرقی |        | ۳۳۸  |
| کافرقلعه         | ۳۵°۴۶′۰۵″شمالی ۵۱°۵۳′۱۹″شرقی / ۳۵٫۷۶۸۱°شمالی ۵۱٫۸۸۸۶°شرقی |        | ۳۳۹  |
| کبود             | ۳۵°۵۰′۲۸″شمالی ۵۱°۵۱′۳۷″شرقی / ۳۵٫۸۴۱۱°شمالی ۵۱٫۸۶۰۴°شرقی |        | ۳۴۰  |
| کبود             | ۳۵°۳۵′۲۳″شمالی ۵۲°۱۵′۰۳″شرقی / ۳۵٫۵۸۹۷°شمالی ۵۲٫۲۵۰۹°شرقی |        | ۳۴۱  |
| کبود             | ۳۵°۳۵′۱۱″شمالی ۵۲°۱۴′۵۴″شرقی / ۳۵٫۵۸۶۳°شمالی ۵۲٫۲۴۸۳°شرقی |        | ۳۴۲  |
| کبود             | ۳۵°۳۲′۴۳″شمالی ۵۲°۳۰′۵۹″شرقی / ۳۵٫۵۴۵۲°شمالی ۵۲٫۵۱۶۴°شرقی |        | ۳۴۳  |
| کبودملک          | ۳۵°۲۹′۵۹″شمالی ۵۲°۱۲′۱۳″شرقی / ۳۵٫۴۹۹۶°شمالی ۵۲٫۲۰۳۵°شرقی |        | ۳۴۴  |
| کتل خاکی         | ۳۵°۵۱′۵۹″شمالی ۵۱°۲۰′۱۳″شرقی / ۳۵٫۸۶۶۴°شمالی ۵۱٫۳۳۷۰°شرقی |        | ۳۴۵  |
| کرچاشون          | ۳۵°۵۱′۴۸″شمالی ۵۲°۵۰′۴۳″شرقی / ۳۵٫۸۶۳۳°شمالی ۵۲٫۸۴۵۴°شرقی |        | ۳۴۶  |
| کرکس‌نشین         | ۳۵°۵۰′۰۲″شمالی ۵۲°۲۴′۲۹″شرقی / ۳۵٫۸۳۳۸°شمالی ۵۲٫۴۰۸۱°شرقی |        | ۳۴۷  |
| کفترلی           | ۳۵°۳۶′۵۵″شمالی ۵۰°۳۷′۴۹″شرقی / ۳۵٫۶۱۵۲°شمالی ۵۰٫۶۳۰۲°شرقی |        | ۳۴۸  |
| ککجار            | ۳۵°۴۹′۲۹″شمالی ۵۲°۳۴′۴۳″شرقی / ۳۵٫۸۲۴۷°شمالی ۵۲٫۵۷۸۷°شرقی |        | ۳۴۹  |
| کل عمر           | ۳۵°۱۶′۲۵″شمالی ۵۱°۵۰′۳۱″شرقی / ۳۵٫۲۷۳۶°شمالی ۵۱٫۸۴۱۹°شرقی |        | ۳۵۰  |
| کلاک             | ۳۵°۳۸′۲۳″شمالی ۵۲°۲۴′۲۳″شرقی / ۳۵٫۶۳۹۸°شمالی ۵۲٫۴۰۶۵°شرقی |        | ۳۵۱  |
| کلک              | ۳۵°۴۸′۴۳″شمالی ۵۲°۲۴′۰۶″شرقی / ۳۵٫۸۱۱۹°شمالی ۵۲٫۴۰۱۸°شرقی |        | ۳۵۲  |
| کلنگ             | ۳۴°۵۷′۳۶″شمالی ۵۱°۴۸′۰۰″شرقی / ۳۴٫۹۶۰۱°شمالی ۵۱٫۸۰۰۰°شرقی |        | ۳۵۳  |
| کلوک             | ۳۵°۴۳′۳۷″شمالی ۵۲°۵۰′۴۱″شرقی / ۳۵٫۷۲۶۹°شمالی ۵۲٫۸۴۴۶°شرقی |        | ۳۵۴  |
| کلوک             | ۳۵°۴۵′۲۹″شمالی ۵۲°۴۸′۰۵″شرقی / ۳۵٫۷۵۸۱°شمالی ۵۲٫۸۰۱۴°شرقی |        | ۳۵۵  |
| کلوک             | ۳۵°۴۴′۵۵″شمالی ۵۲°۴۷′۱۴″شرقی / ۳۵٫۷۴۸۵°شمالی ۵۲٫۷۸۷۱°شرقی |        | ۳۵۶  |
| کلون بستک        | ۳۶°۰۲′۰۲″شمالی ۵۱°۳۱′۳۶″شرقی / ۳۶٫۰۳۳۸°شمالی ۵۱٫۵۲۶۶°شرقی |        | ۳۵۷  |
| کلون‌بستک         | ۳۶°۰۲′۵۵″شمالی ۵۱°۲۹′۱۸″شرقی / ۳۶٫۰۴۸۶°شمالی ۵۱٫۴۸۸۲°شرقی |        | ۳۵۸  |
| کمربن            | ۳۵°۳۶′۳۴″شمالی ۵۲°۳۸′۱۵″شرقی / ۳۵٫۶۰۹۵°شمالی ۵۲٫۶۳۷۴°شرقی |        | ۳۵۹  |
| کمربنک           | ۳۵°۵۲′۳۸″شمالی ۵۲°۳۹′۲۷″شرقی / ۳۵٫۸۷۷۳°شمالی ۵۲٫۶۵۷۵°شرقی |        | ۳۶۰  |
| کمربنک           | ۳۵°۵۲′۱۲″شمالی ۵۲°۳۸′۴۰″شرقی / ۳۵٫۸۶۹۹°شمالی ۵۲٫۶۴۴۵°شرقی |        | ۳۶۱  |
| کمرپیازی         | ۳۵°۳۵′۴۱″شمالی ۵۱°۵۳′۲۷″شرقی / ۳۵٫۵۹۴۶°شمالی ۵۱٫۸۹۰۷°شرقی |        | ۳۶۲  |
| کمردشت           | ۳۵°۵۶′۲۲″شمالی ۵۱°۴۹′۰۷″شرقی / ۳۵٫۹۳۹۴°شمالی ۵۱٫۸۱۸۶°شرقی |        | ۳۶۳  |
| کمرزیارت         | ۳۵°۲۸′۱۴″شمالی ۵۲°۱۳′۵۸″شرقی / ۳۵٫۴۷۰۶°شمالی ۵۲٫۲۳۲۸°شرقی |        | ۳۶۴  |
| کمون             | ۳۶°۰۷′۴۲″شمالی ۵۱°۲۷′۴۹″شرقی / ۳۶٫۱۲۸۲°شمالی ۵۱٫۴۶۳۶°شرقی |        | ۳۶۵  |
| کندوی خوک چال    | ۳۵°۳۲′۱۵″شمالی ۵۲°۳۱′۲۵″شرقی / ۳۵٫۵۳۷۴°شمالی ۵۲٫۵۲۳۶°شرقی |        | ۳۶۶  |
| کهو              | ۳۵°۵۵′۰۲″شمالی ۵۱°۳۷′۴۵″شرقی / ۳۵٫۹۱۷۱°شمالی ۵۱٫۶۲۹۳°شرقی |        | ۳۶۷  |
| کهوبر            | ۳۵°۳۹′۳۹″شمالی ۵۲°۴۱′۳۷″شرقی / ۳۵٫۶۶۰۸°شمالی ۵۲٫۶۹۳۵°شرقی |        | ۳۶۸  |
| کوشکک            | ۳۵°۵۲′۵۴″شمالی ۵۱°۳۲′۳۶″شرقی / ۳۵٫۸۸۱۷°شمالی ۵۱٫۵۴۳۴°شرقی |        | ۳۶۹  |
| کیاکتل           | ۳۵°۴۷′۴۵″شمالی ۵۲°۱۷′۳۰″شرقی / ۳۵٫۷۹۵۸°شمالی ۵۲٫۲۹۱۸°شرقی |        | ۳۷۰  |
| گاوبینی          | ۳۵°۵۲′۵۳″شمالی ۵۱°۴۶′۵۹″شرقی / ۳۵٫۸۸۱۳°شمالی ۵۱٫۷۸۳۰°شرقی |        | ۳۷۱  |
| گاوبینی          | ۳۵°۵۱′۵۳″شمالی ۵۱°۴۶′۲۹″شرقی / ۳۵٫۸۶۴۶°شمالی ۵۱٫۷۷۴۷°شرقی |        | ۳۷۲  |
| گتلو             | ۳۵°۴۶′۳۳″شمالی ۵۲°۲۶′۱۸″شرقی / ۳۵٫۷۷۵۷°شمالی ۵۲٫۴۳۸۳°شرقی |        | ۳۷۳  |
| گتی ریز          | ۳۵°۴۸′۰۵″شمالی ۵۲°۳۵′۰۷″شرقی / ۳۵٫۸۰۱۳°شمالی ۵۲٫۵۸۵۲°شرقی |        | ۳۷۴  |
| گچ               | ۳۵°۱۲′۳۶″شمالی ۵۱°۵۰′۱۶″شرقی / ۳۵٫۲۱۰۰°شمالی ۵۱٫۸۳۷۹°شرقی |        | ۳۷۵  |
| گچ               | ۳۵°۲۴′۲۱″شمالی ۵۲°۲۹′۲۶″شرقی / ۳۵٫۴۰۵۹°شمالی ۵۲٫۴۹۰۶°شرقی |        | ۳۷۶  |
| گدبلند           | ۳۵°۳۴′۱۳″شمالی ۵۲°۱۳′۱۲″شرقی / ۳۵٫۵۷۰۳°شمالی ۵۲٫۲۱۹۹°شرقی |        | ۳۷۷  |
| گدوک             | ۳۵°۳۲′۴۰″شمالی ۵۲°۴۷′۰۰″شرقی / ۳۵٫۵۴۴۴°شمالی ۵۲٫۷۸۳۳°شرقی |        | ۳۷۸  |
| گردچال           | ۳۵°۴۲′۲۰″شمالی ۵۲°۲۸′۲۶″شرقی / ۳۵٫۷۰۵۵°شمالی ۵۲٫۴۷۳۹°شرقی |        | ۳۷۹  |
| گردکوه           | ۳۵°۳۷′۲۰″شمالی ۵۱°۵۵′۵۶″شرقی / ۳۵٫۶۲۲۱°شمالی ۵۱٫۹۳۲۱°شرقی |        | ۳۸۰  |
| گردنه چل قز      | ۳۵°۳۵′۳۰″شمالی ۵۱°۳۹′۵۷″شرقی / ۳۵٫۵۹۱۸°شمالی ۵۱٫۶۶۵۷°شرقی |        | ۳۸۱  |
| گردنه خرگردن     | ۳۵°۳۷′۰۴″شمالی ۵۱°۳۲′۵۱″شرقی / ۳۵٫۶۱۷۹°شمالی ۵۱٫۵۴۷۴°شرقی |        | ۳۸۲  |
| گردنه گریوه      | ۳۵°۳۷′۱۵″شمالی ۵۱°۳۲′۱۹″شرقی / ۳۵٫۶۲۰۹°شمالی ۵۱٫۵۳۸۷°شرقی |        | ۳۸۳  |
| گردنه لپه زنک    | ۳۵°۳۶′۱۵″شمالی ۵۱°۳۶′۵۴″شرقی / ۳۵٫۶۰۴۳°شمالی ۵۱٫۶۱۴۹°شرقی |        | ۳۸۴  |
| گرده بله         | ۳۵°۵۱′۲۶″شمالی ۵۲°۲۸′۴۶″شرقی / ۳۵٫۸۵۷۱°شمالی ۵۲٫۴۷۹۵°شرقی |        | ۳۸۵  |
| گرده رگ          | ۳۵°۴۹′۱۸″شمالی ۵۱°۲۳′۰۸″شرقی / ۳۵٫۸۲۱۸°شمالی ۵۱٫۳۸۵۵°شرقی |        | ۳۸۶  |
| گرده رگ          | ۳۵°۴۹′۳۴″شمالی ۵۱°۲۰′۴۸″شرقی / ۳۵٫۸۲۶۰°شمالی ۵۱٫۳۴۶۸°شرقی |        | ۳۸۷  |
| گرده میل         | ۳۵°۵۵′۱۳″شمالی ۵۲°۳۷′۰۰″شرقی / ۳۵٫۹۲۰۳°شمالی ۵۲٫۶۱۶۶°شرقی |        | ۳۸۸  |
| گرده ورس         | ۳۵°۳۹′۰۰″شمالی ۵۲°۴۴′۲۰″شرقی / ۳۵٫۶۵۰۱°شمالی ۵۲٫۷۳۸۸°شرقی |        | ۳۸۹  |
| گرنتول           | ۳۵°۳۹′۱۹″شمالی ۵۲°۵۲′۲۹″شرقی / ۳۵٫۶۵۵۳°شمالی ۵۲٫۸۷۴۸°شرقی |        | ۳۹۰  |
| گرنتول           | ۳۵°۳۹′۱۷″شمالی ۵۲°۵۱′۵۸″شرقی / ۳۵٫۶۵۴۷°شمالی ۵۲٫۸۶۶۱°شرقی |        | ۳۹۱  |
| گرنتول           | ۳۵°۴۲′۲۲″شمالی ۵۲°۵۱′۵۹″شرقی / ۳۵٫۷۰۶۲°شمالی ۵۲٫۸۶۶۴°شرقی |        | ۳۹۲  |
| گرنتول           | ۳۵°۴۲′۱۹″شمالی ۵۲°۵۲′۳۶″شرقی / ۳۵٫۷۰۵۴°شمالی ۵۲٫۸۷۶۶°شرقی |        | ۳۹۳  |
| گزبن             | ۳۵°۵۶′۰۱″شمالی ۵۱°۱۶′۱۴″شرقی / ۳۵٫۹۳۳۶°شمالی ۵۱٫۲۷۰۶°شرقی |        | ۳۹۴  |
| گزواره           | ۳۵°۵۲′۰۴″شمالی ۵۱°۴۴′۰۷″شرقی / ۳۵٫۸۶۷۹°شمالی ۵۱٫۷۳۵۲°شرقی |        | ۳۹۵  |
| گل چال           | ۳۵°۴۱′۰۷″شمالی ۵۲°۴۶′۳۵″شرقی / ۳۵٫۶۸۵۲°شمالی ۵۲٫۷۷۶۴°شرقی |        | ۳۹۶  |
| گل چه دره        | ۳۵°۳۲′۲۴″شمالی ۵۲°۱۰′۴۰″شرقی / ۳۵٫۵۴۰۰°شمالی ۵۲٫۱۷۷۹°شرقی |        | ۳۹۷  |
| گل خوش او        | ۳۵°۳۱′۳۲″شمالی ۵۲°۰۹′۲۲″شرقی / ۳۵٫۵۲۵۵°شمالی ۵۲٫۱۵۶۲°شرقی |        | ۳۹۸  |
| گلاردن           | ۳۵°۴۸′۴۰″شمالی ۵۲°۳۵′۲۲″شرقی / ۳۵٫۸۱۱۱°شمالی ۵۲٫۵۸۹۵°شرقی |        | ۳۹۹  |
| گلرد             | ۳۵°۵۳′۳۰″شمالی ۵۱°۱۹′۵۲″شرقی / ۳۵٫۸۹۱۶°شمالی ۵۱٫۳۳۱۰°شرقی |        | ۴۰۰  |
| گلک              | ۳۵°۴۳′۱۱″شمالی ۵۱°۵۸′۵۰″شرقی / ۳۵٫۷۱۹۸°شمالی ۵۱٫۹۸۰۵°شرقی |        | ۴۰۱  |
| گندک             | ۳۵°۴۹′۴۱″شمالی ۵۲°۲۷′۳۱″شرقی / ۳۵٫۸۲۸۱°شمالی ۵۲٫۴۵۸۵°شرقی |        | ۴۰۲  |
| گندم کول         | ۳۵°۵۳′۳۰″شمالی ۵۱°۱۹′۰۳″شرقی / ۳۵٫۸۹۱۶°شمالی ۵۱٫۳۱۷۵°شرقی |        | ۴۰۳  |
| گنی              | ۳۵°۴۱′۰۳″شمالی ۵۱°۳۷′۰۸″شرقی / ۳۵٫۶۸۴۱°شمالی ۵۱٫۶۱۹۰°شرقی |        | ۴۰۴  |
| گوران            | ۳۵°۲۹′۵۳″شمالی ۵۲°۳۳′۴۰″شرقی / ۳۵٫۴۹۸۱°شمالی ۵۲٫۵۶۱۰°شرقی |        | ۴۰۵  |
| گوران            | ۳۵°۳۰′۱۵″شمالی ۵۲°۳۳′۳۲″شرقی / ۳۵٫۵۰۴۲°شمالی ۵۲٫۵۵۹۰°شرقی |        | ۴۰۶  |
| گورشیخ           | ۳۵°۴۹′۵۲″شمالی ۵۲°۵۳′۳۵″شرقی / ۳۵٫۸۳۱۱°شمالی ۵۲٫۸۹۳۰°شرقی |        | ۴۰۷  |
| گوی داغ          | ۳۵°۱۰′۰۳″شمالی ۵۰°۵۳′۱۳″شرقی / ۳۵٫۱۶۷۵°شمالی ۵۰٫۸۸۷۰°شرقی |        | ۴۰۸  |
| گوی داغ          | ۳۵°۰۹′۲۷″شمالی ۵۰°۵۲′۵۱″شرقی / ۳۵٫۱۵۷۴°شمالی ۵۰٫۸۸۰۷°شرقی |        | ۴۰۹  |
| گوی داغ          | ۳۵°۱۰′۰۵″شمالی ۵۰°۵۱′۳۹″شرقی / ۳۵٫۱۶۸۱°شمالی ۵۰٫۸۶۰۷°شرقی |        | ۴۱۰  |
| گیران تپه        | ۳۵°۳۴′۲۶″شمالی ۵۰°۳۹′۲۱″شرقی / ۳۵٫۵۷۳۸°شمالی ۵۰٫۶۵۵۷°شرقی |        | ۴۱۱  |
| لار              | ۳۵°۵۳′۵۹″شمالی ۵۱°۴۱′۰۲″شرقی / ۳۵٫۸۹۹۷°شمالی ۵۱٫۶۸۴۰°شرقی |        | ۴۱۲  |
| لارک             | ۳۵°۴۵′۰۸″شمالی ۵۲°۲۵′۱۸″شرقی / ۳۵٫۷۵۲۳°شمالی ۵۲٫۴۲۱۶°شرقی |        | ۴۱۳  |
| لارک             | ۳۵°۴۴′۳۹″شمالی ۵۲°۲۵′۴۸″شرقی / ۳۵٫۷۴۴۳°شمالی ۵۲٫۴۲۹۹°شرقی |        | ۴۱۴  |
| لارک             | ۳۵°۵۷′۳۸″شمالی ۵۱°۳۶′۵۳″شرقی / ۳۵٫۹۶۰۶°شمالی ۵۱٫۶۱۴۸°شرقی |        | ۴۱۵  |
| لپه زنک          | ۳۵°۳۵′۵۵″شمالی ۵۱°۳۶′۱۲″شرقی / ۳۵٫۵۹۸۶°شمالی ۵۱٫۶۰۳۳°شرقی |        | ۴۱۶  |
| لپه زنک          | ۳۵°۳۵′۵۳″شمالی ۵۱°۳۹′۰۴″شرقی / ۳۵٫۵۹۸۱°شمالی ۵۱٫۶۵۱۲°شرقی |        | ۴۱۷  |
| لت               | ۳۵°۴۰′۰۳″شمالی ۵۲°۴۶′۲۹″شرقی / ۳۵٫۶۶۷۴°شمالی ۵۲٫۷۷۴۷°شرقی |        | ۴۱۸  |
| لت               | ۳۵°۴۳′۱۷″شمالی ۵۲°۳۴′۳۱″شرقی / ۳۵٫۷۲۱۳°شمالی ۵۲٫۵۷۵۳°شرقی |        | ۴۱۹  |
| لرمنده           | ۳۵°۳۵′۴۶″شمالی ۵۲°۳۹′۳۲″شرقی / ۳۵٫۵۹۶۰°شمالی ۵۲٫۶۵۹۰°شرقی |        | ۴۲۰  |
| لشارک            | ۳۵°۵۳′۰۴″شمالی ۵۲°۴۶′۱۵″شرقی / ۳۵٫۸۸۴۴°شمالی ۵۲٫۷۷۰۹°شرقی |        | ۴۲۱  |
| لوت کوه          | ۳۵°۲۲′۰۹″شمالی ۵۲°۲۴′۴۲″شرقی / ۳۵٫۳۶۹۱°شمالی ۵۲٫۴۱۱۷°شرقی |        | ۴۲۲  |
| لونه پلنگ        | ۳۵°۴۴′۲۳″شمالی ۵۱°۵۸′۴۴″شرقی / ۳۵٫۷۳۹۸°شمالی ۵۱٫۹۷۸۹°شرقی |        | ۴۲۳  |
| لیلی             | ۳۵°۲۶′۴۹″شمالی ۵۲°۳۰′۵۰″شرقی / ۳۵٫۴۴۶۹°شمالی ۵۲٫۵۱۳۸°شرقی |        | ۴۲۴  |
| لین کوه          | ۳۵°۴۴′۰۲″شمالی ۵۱°۵۷′۰۱″شرقی / ۳۵٫۷۳۳۸°شمالی ۵۱٫۹۵۰۳°شرقی |        | ۴۲۵  |
| ماز              | ۳۵°۴۴′۳۷″شمالی ۵۲°۱۰′۱۶″شرقی / ۳۵٫۷۴۳۵°شمالی ۵۲٫۱۷۱۰°شرقی |        | ۴۲۶  |
| مال دبریشان      | ۳۵°۳۴′۳۵″شمالی ۵۱°۳۵′۲۶″شرقی / ۳۵٫۵۷۶۵°شمالی ۵۱٫۵۹۰۶°شرقی |        | ۴۲۷  |
| ماهورسیاه        | ۳۵°۳۶′۱۷″شمالی ۵۱°۳۰′۵۸″شرقی / ۳۵٫۶۰۴۸°شمالی ۵۱٫۵۱۶۲°شرقی |        | ۴۲۸  |
| مرا              | ۳۵°۳۹′۰۷″شمالی ۵۱°۵۹′۱۸″شرقی / ۳۵٫۶۵۲۰°شمالی ۵۱٫۹۸۸۲°شرقی |        | ۴۲۹  |
| مرق سر           | ۳۵°۵۶′۱۷″شمالی ۵۱°۴۴′۱۷″شرقی / ۳۵٫۹۳۸۱°شمالی ۵۱٫۷۳۸۱°شرقی |        | ۴۳۰  |
| مرق سر           | ۳۵°۵۷′۰۰″شمالی ۵۱°۴۵′۳۵″شرقی / ۳۵٫۹۵۰۰°شمالی ۵۱٫۷۵۹۸°شرقی |        | ۴۳۱  |
| مرگ روح          | ۳۵°۵۲′۳۱″شمالی ۵۱°۲۱′۴۰″شرقی / ۳۵٫۸۷۵۳°شمالی ۵۱٫۳۶۱۱°شرقی |        | ۴۳۲  |
| مس سائو          | ۳۵°۴۷′۱۴″شمالی ۵۳°۰۶′۵۳″شرقی / ۳۵٫۷۸۷۳°شمالی ۵۳٫۱۱۴۶°شرقی |        | ۴۳۳  |
| مس سائو          | ۳۵°۴۷′۲۰″شمالی ۵۳°۰۷′۳۹″شرقی / ۳۵٫۷۸۸۸°شمالی ۵۳٫۱۲۷۶°شرقی |        | ۴۳۴  |
| ملک چشمه         | ۳۵°۵۸′۰۸″شمالی ۵۱°۴۵′۴۶″شرقی / ۳۵٫۹۶۸۸°شمالی ۵۱٫۷۶۲۷°شرقی |        | ۴۳۵  |
| می یر            | ۳۵°۳۶′۰۲″شمالی ۵۱°۵۷′۰۱″شرقی / ۳۵٫۶۰۰۵°شمالی ۵۱٫۹۵۰۳°شرقی |        | ۴۳۶  |
| میان پشته کوه    | ۳۵°۳۳′۴۱″شمالی ۵۲°۱۰′۱۶″شرقی / ۳۵٫۵۶۱۴°شمالی ۵۲٫۱۷۱۱°شرقی |        | ۴۳۷  |
| میان چنار        | ۳۵°۵۴′۵۸″شمالی ۵۲°۲۸′۳۱″شرقی / ۳۵٫۹۱۶۲°شمالی ۵۲٫۴۷۵۳°شرقی |        | ۴۳۸  |
| میان گاو         | ۳۵°۴۸′۳۳″شمالی ۵۲°۵۵′۴۸″شرقی / ۳۵٫۸۰۹۲°شمالی ۵۲٫۹۳۰۰°شرقی |        | ۴۳۹  |
| میانکوه          | ۳۵°۵۲′۱۱″شمالی ۵۲°۳۸′۲۰″شرقی / ۳۵٫۸۶۹۸°شمالی ۵۲٫۶۳۸۹°شرقی |        | ۴۴۰  |
| میانکوه          | ۳۵°۳۸′۴۳″شمالی ۵۲°۳۳′۰۹″شرقی / ۳۵٫۶۴۵۳°شمالی ۵۲٫۵۵۲۵°شرقی |        | ۴۴۱  |
| میانکوه          | ۳۵°۵۳′۱۰″شمالی ۵۲°۳۸′۲۱″شرقی / ۳۵٫۸۸۶۲°شمالی ۵۲٫۶۳۹۱°شرقی |        | ۴۴۲  |
| میچکاچشمه        | ۳۵°۵۲′۲۲″شمالی ۵۲°۴۱′۰۹″شرقی / ۳۵٫۸۷۲۹°شمالی ۵۲٫۶۸۵۸°شرقی |        | ۴۴۳  |
| میدونک           | ۳۵°۵۶′۱۷″شمالی ۵۲°۳۵′۳۰″شرقی / ۳۵٫۹۳۸۱°شمالی ۵۲٫۵۹۱۸°شرقی |        | ۴۴۴  |
| میش چال          | ۳۶°۰۴′۰۰″شمالی ۵۱°۳۳′۱۷″شرقی / ۳۶٫۰۶۶۶°شمالی ۵۱٫۵۵۴۶°شرقی |        | ۴۴۵  |
| میل              | ۳۵°۴۲′۱۷″شمالی ۵۲°۳۳′۰۴″شرقی / ۳۵٫۷۰۴۸°شمالی ۵۲٫۵۵۱۰°شرقی |        | ۴۴۶  |
| میل سر           | ۳۵°۲۶′۰۲″شمالی ۵۲°۳۰′۱۵″شرقی / ۳۵٫۴۳۳۸°شمالی ۵۲٫۵۰۴۳°شرقی |        | ۴۴۷  |
| میله سر          | ۳۵°۲۷′۰۸″شمالی ۵۲°۲۸′۵۴″شرقی / ۳۵٫۴۵۲۱°شمالی ۵۲٫۴۸۱۶°شرقی |        | ۴۴۸  |
| ناهی             | ۳۵°۳۰′۲۸″شمالی ۵۲°۱۱′۳۶″شرقی / ۳۵٫۵۰۷۸°شمالی ۵۲٫۱۹۳۴°شرقی |        | ۴۴۹  |
| نبردبان          | ۳۵°۲۶′۰۰″شمالی ۵۲°۳۳′۵۴″شرقی / ۳۵٫۴۳۳۴°شمالی ۵۲٫۵۶۴۹°شرقی |        | ۴۵۰  |
| نچرستان          | ۳۵°۴۴′۰۴″شمالی ۵۲°۳۷′۰۲″شرقی / ۳۵٫۷۳۴۵°شمالی ۵۲٫۶۱۷۳°شرقی |        | ۴۵۱  |
| نچرستان          | ۳۵°۴۴′۴۴″شمالی ۵۲°۳۷′۴۷″شرقی / ۳۵٫۷۴۵۵°شمالی ۵۲٫۶۲۹۶°شرقی |        | ۴۵۲  |
| نرکش             | ۳۵°۴۹′۱۸″شمالی ۵۲°۲۱′۵۷″شرقی / ۳۵٫۸۲۱۶°شمالی ۵۲٫۳۶۵۹°شرقی |        | ۴۵۳  |
| نرکش             | ۳۵°۴۹′۱۵″شمالی ۵۲°۲۲′۳۲″شرقی / ۳۵٫۸۲۰۹°شمالی ۵۲٫۳۷۵۶°شرقی |        | ۴۵۴  |
| نره خرکوه        | ۳۴°۵۳′۰۰″شمالی ۵۱°۵۷′۲۵″شرقی / ۳۴٫۸۸۳۳°شمالی ۵۱٫۹۵۷۰°شرقی |        | ۴۵۵  |
| نسا              | ۳۵°۲۹′۴۵″شمالی ۵۱°۴۸′۲۱″شرقی / ۳۵٫۴۹۵۸°شمالی ۵۱٫۸۰۵۹°شرقی |        | ۴۵۶  |
| نسام             | ۳۵°۵۱′۰۳″شمالی ۵۲°۳۳′۴۲″شرقی / ۳۵٫۸۵۰۸°شمالی ۵۲٫۵۶۱۸°شرقی |        | ۴۵۷  |
| نستوم            | ۳۵°۳۷′۱۳″شمالی ۵۲°۲۹′۴۰″شرقی / ۳۵٫۶۲۰۴°شمالی ۵۲٫۴۹۴۵°شرقی |        | ۴۵۸  |
| نظرداغی          | ۳۵°۳۹′۴۱″شمالی ۵۰°۴۰′۳۰″شرقی / ۳۵٫۶۶۱۴°شمالی ۵۰٫۶۷۵۱°شرقی |        | ۴۵۹  |
| نظرگاه           | ۳۵°۴۹′۰۸″شمالی ۵۱°۴۷′۱۹″شرقی / ۳۵٫۸۱۸۸°شمالی ۵۱٫۷۸۸۷°شرقی |        | ۴۶۰  |
| نم               | ۳۵°۴۴′۲۳″شمالی ۵۲°۳۹′۲۷″شرقی / ۳۵٫۷۳۹۷°شمالی ۵۲٫۶۵۷۶°شرقی |        | ۴۶۱  |
| نمه              | ۳۵°۵۲′۱۳″شمالی ۵۱°۱۷′۴۷″شرقی / ۳۵٫۸۷۰۴°شمالی ۵۱٫۲۹۶۵°شرقی |        | ۴۶۲  |
| نه گردن          | ۳۵°۳۷′۱۴″شمالی ۵۲°۳۷′۴۸″شرقی / ۳۵٫۶۲۰۵°شمالی ۵۲٫۶۳۰۰°شرقی |        | ۴۶۳  |
| نوق شیرین        | ۳۵°۵۷′۲۸″شمالی ۵۱°۳۲′۰۵″شرقی / ۳۵٫۹۵۷۸°شمالی ۵۱٫۵۳۴۷°شرقی |        | ۴۶۴  |
| نولته            | ۳۵°۴۷′۲۴″شمالی ۵۱°۰۷′۵۷″شرقی / ۳۵٫۷۸۹۹°شمالی ۵۱٫۱۳۲۴°شرقی |        | ۴۶۵  |
| نیل              | ۳۵°۴۳′۰۱″شمالی ۵۲°۰۵′۱۰″شرقی / ۳۵٫۷۱۶۹°شمالی ۵۲٫۰۸۶۲°شرقی |        | ۴۶۶  |
| نیمرو            | ۳۵°۴۹′۳۷″شمالی ۵۱°۱۷′۰۲″شرقی / ۳۵٫۸۲۷۰°شمالی ۵۱٫۲۸۴۰°شرقی |        | ۴۶۷  |
| هاشم             | ۳۵°۲۷′۱۸″شمالی ۵۲°۱۰′۳۹″شرقی / ۳۵٫۴۵۵۱°شمالی ۵۲٫۱۷۷۵°شرقی |        | ۴۶۸  |
| هریاس            | ۳۵°۴۷′۱۸″شمالی ۵۱°۱۳′۳۲″شرقی / ۳۵٫۷۸۸۲°شمالی ۵۱٫۲۲۵۵°شرقی |        | ۴۶۹  |
| هفت بند          | ۳۵°۳۵′۱۹″شمالی ۵۱°۳۴′۵۹″شرقی / ۳۵٫۵۸۸۵°شمالی ۵۱٫۵۸۳۱°شرقی |        | ۴۷۰  |
| هفته خانی        | ۳۵°۴۴′۴۹″شمالی ۵۲°۱۳′۲۵″شرقی / ۳۵٫۷۴۶۹°شمالی ۵۲٫۲۲۳۶°شرقی |        | ۴۷۱  |
| هل دره           | ۳۵°۴۸′۵۰″شمالی ۵۲°۵۶′۴۷″شرقی / ۳۵٫۸۱۳۹°شمالی ۵۲٫۹۴۶۴°شرقی |        | ۴۷۲  |
| هلنگ در          | ۳۵°۳۱′۳۲″شمالی ۵۲°۳۸′۰۵″شرقی / ۳۵٫۵۲۵۶°شمالی ۵۲٫۶۳۴۶°شرقی |        | ۴۷۳  |
| هلنگ در          | ۳۵°۳۲′۰۷″شمالی ۵۲°۳۷′۱۰″شرقی / ۳۵٫۵۳۵۴°شمالی ۵۲٫۶۱۹۵°شرقی |        | ۴۷۴  |
| هماخاتون         | ۳۵°۴۶′۵۳″شمالی ۵۳°۰۳′۴۵″شرقی / ۳۵٫۷۸۱۴°شمالی ۵۳٫۰۶۲۶°شرقی |        | ۴۷۵  |
| همهن             | ۳۵°۵۶′۲۳″شمالی ۵۱°۳۶′۲۹″شرقی / ۳۵٫۹۳۹۶°شمالی ۵۱٫۶۰۸۱°شرقی |        | ۴۷۶  |
| هیلوک            | ۳۵°۵۱′۵۱″شمالی ۵۲°۴۷′۴۱″شرقی / ۳۵٫۸۶۴۳°شمالی ۵۲٫۷۹۴۷°شرقی |        | ۴۷۷  |
| واری             | ۳۵°۵۲′۲۹″شمالی ۵۱°۴۱′۳۵″شرقی / ۳۵٫۸۷۴۶°شمالی ۵۱٫۶۹۳۱°شرقی |        | ۴۷۸  |
| واشی             | ۳۵°۵۲′۰۹″شمالی ۵۲°۴۴′۰۶″شرقی / ۳۵٫۸۶۹۱°شمالی ۵۲٫۷۳۵۰°شرقی |        | ۴۷۹  |
| واشی             | ۳۵°۵۲′۳۵″شمالی ۵۲°۴۴′۴۷″شرقی / ۳۵٫۸۷۶۴°شمالی ۵۲٫۷۴۶۵°شرقی |        | ۴۸۰  |
| واولک            | ۳۵°۴۳′۳۱″شمالی ۵۲°۴۹′۲۵″شرقی / ۳۵٫۷۲۵۳°شمالی ۵۲٫۸۲۳۷°شرقی |        | ۴۸۱  |
| ورجین            | ۳۵°۵۱′۱۴″شمالی ۵۱°۳۵′۱۷″شرقی / ۳۵٫۸۵۳۸°شمالی ۵۱٫۵۸۸۰°شرقی |        | ۴۸۲  |
| ورجین            | ۳۵°۵۰′۴۳″شمالی ۵۱°۳۷′۳۵″شرقی / ۳۵٫۸۴۵۲°شمالی ۵۱٫۶۲۶۵°شرقی |        | ۴۸۳  |
| ورزآب            | ۳۶°۰۲′۲۳″شمالی ۵۱°۳۵′۴۹″شرقی / ۳۶٫۰۳۹۸°شمالی ۵۱٫۵۹۷۰°شرقی |        | ۴۸۴  |
| ورسان            | ۳۵°۵۰′۰۹″شمالی ۵۲°۳۳′۴۲″شرقی / ۳۵٫۸۳۵۷°شمالی ۵۲٫۵۶۱۷°شرقی |        | ۴۸۵  |
| ورنه             | ۳۵°۲۸′۵۸″شمالی ۵۲°۳۵′۵۹″شرقی / ۳۵٫۴۸۲۹°شمالی ۵۲٫۵۹۹۷°شرقی |        | ۴۸۶  |
| وشتون            | ۳۵°۴۴′۵۴″شمالی ۵۲°۳۰′۱۸″شرقی / ۳۵٫۷۴۸۳°شمالی ۵۲٫۵۰۵۱°شرقی |        | ۴۸۷  |
| وکه چال          | ۳۵°۳۴′۲۱″شمالی ۵۲°۴۴′۳۶″شرقی / ۳۵٫۵۷۲۶°شمالی ۵۲٫۷۴۳۳°شرقی |        | ۴۸۸  |
| ول چره           | ۳۵°۵۱′۲۴″شمالی ۵۲°۴۸′۱۵″شرقی / ۳۵٫۸۵۶۸°شمالی ۵۲٫۸۰۴۳°شرقی |        | ۴۸۹  |
| ولاخه توک        | ۳۵°۴۶′۲۴″شمالی ۵۱°۵۲′۲۵″شرقی / ۳۵٫۷۷۳۴°شمالی ۵۱٫۸۷۳۷°شرقی |        | ۴۹۰  |
| ولاخه توک        | ۳۵°۴۶′۳۵″شمالی ۵۱°۵۱′۴۶″شرقی / ۳۵٫۷۷۶۵°شمالی ۵۱٫۸۶۲۷°شرقی |        | ۴۹۱  |
| ولازور           | ۳۵°۵۰′۴۲″شمالی ۵۱°۳۸′۴۳″شرقی / ۳۵٫۸۴۴۹°شمالی ۵۱٫۶۴۵۳°شرقی |        | ۴۹۲  |
| ولدربالدر        | ۳۶°۰۳′۱۰″شمالی ۵۱°۳۲′۱۸″شرقی / ۳۶٫۰۵۲۹°شمالی ۵۱٫۵۳۸۳°شرقی |        | ۴۹۳  |
| ولدربالدر        | ۳۶°۰۵′۰۰″شمالی ۵۱°۲۸′۱۵″شرقی / ۳۶٫۰۸۳۳°شمالی ۵۱٫۴۷۰۹°شرقی |        | ۴۹۴  |
| ولی آباد         | ۳۵°۳۸′۰۰″شمالی ۵۱°۵۲′۳۶″شرقی / ۳۵٫۶۳۳۳°شمالی ۵۱٫۸۷۶۷°شرقی |        | ۴۹۵  |
| ولی آباد         | ۳۵°۳۸′۱۶″شمالی ۵۱°۵۱′۵۶″شرقی / ۳۵٫۶۳۷۸°شمالی ۵۱٫۸۶۵۶°شرقی |        | ۴۹۶  |
| ویرانه           | ۳۵°۲۸′۴۱″شمالی ۵۲°۱۱′۳۱″شرقی / ۳۵٫۴۷۸۱°شمالی ۵۲٫۱۹۲۰°شرقی |        | ۴۹۷  |
| ویلی             | ۳۵°۳۳′۴۸″شمالی ۵۲°۰۴′۵۶″شرقی / ۳۵٫۵۶۳۲°شمالی ۵۲٫۰۸۲۳°شرقی |        | ۴۹۸  |
| ویین             | ۳۵°۳۳′۱۵″شمالی ۵۲°۴۴′۰۲″شرقی / ۳۵٫۵۵۴۳°شمالی ۵۲٫۷۳۳۹°شرقی |        | ۴۹۹  |
| یابوچال          | ۳۵°۵۴′۱۱″شمالی ۵۱°۴۲′۰۵″شرقی / ۳۵٫۹۰۳۰°شمالی ۵۱٫۷۰۱۳°شرقی |        | ۵۰۰  |
| یاحیدر           | ۳۵°۵۵′۱۶″شمالی ۵۱°۱۷′۱۷″شرقی / ۳۵٫۹۲۱۰°شمالی ۵۱٫۲۸۸۰°شرقی |        | ۵۰۱  |
| یاش              | ۳۵°۴۶′۴۷″شمالی ۵۱°۱۱′۳۷″شرقی / ۳۵٫۷۷۹۶°شمالی ۵۱٫۱۹۳۶°شرقی |        | ۵۰۲  |
| یال بلند         | ۳۵°۲۸′۴۴″شمالی ۵۲°۲۱′۱۹″شرقی / ۳۵٫۴۷۹۰°شمالی ۵۲٫۳۵۵۲°شرقی |        | ۵۰۳  |
| یخچال            | ۳۵°۵۰′۴۱″شمالی ۵۲°۲۲′۵۰″شرقی / ۳۵٫۸۴۴۸°شمالی ۵۲٫۳۸۰۶°شرقی |        | ۵۰۴  |
| یخچال            | ۳۵°۲۵′۴۱″شمالی ۵۱°۵۲′۵۶″شرقی / ۳۵٫۴۲۸۱°شمالی ۵۱٫۸۸۲۲°شرقی |        | ۵۰۵  |
| یخچال            | ۳۵°۵۳′۴۳″شمالی ۵۲°۳۴′۲۰″شرقی / ۳۵٫۸۹۵۲°شمالی ۵۲٫۵۷۲۳°شرقی |        | ۵۰۶  |
| یزدگرد           | ۳۵°۳۵′۲۳″شمالی ۵۱°۲۸′۱۸″شرقی / ۳۵٫۵۸۹۷°شمالی ۵۱٫۴۷۱۶°شرقی |        | ۵۰۷  |
| یورت شاه         | ۳۵°۳۴′۳۹″شمالی ۵۱°۴۹′۵۱″شرقی / ۳۵٫۵۷۷۵°شمالی ۵۱٫۸۳۰۹°شرقی |        | ۵۰۸  |
| یوردحاجی         | ۳۵°۳۰′۲۹″شمالی ۵۲°۲۳′۱۳″شرقی / ۳۵٫۵۰۸۱°شمالی ۵۲٫۳۸۶۹°شرقی |        | ۵۰۹  |
| یوردشریف         | ۳۵°۲۷′۴۰″شمالی ۵۲°۳۴′۲۰″شرقی / ۳۵٫۴۶۱۰°شمالی ۵۲٫۵۷۲۳°شرقی |        | ۵۱۰  |
| یوردقنبر         | ۳۵°۵۴′۵۹″شمالی ۵۱°۳۷′۱۷″شرقی / ۳۵٫۹۱۶۵°شمالی ۵۱٫۶۲۱۵°شرقی |        | ۵۱۱  |
| یوردقیدر         | ۳۵°۵۶′۴۳″شمالی ۵۱°۴۸′۲۱″شرقی / ۳۵٫۹۴۵۲°شمالی ۵۱٫۸۰۵۹°شرقی |        | ۵۱۲  |
| یورسمبلی         | ۳۵°۳۷′۱۰″شمالی ۵۲°۰۱′۴۵″شرقی / ۳۵٫۶۱۹۵°شمالی ۵۲٫۰۲۹۳°شرقی |        | ۵۱۳  |
| ییلاق پنجعلی     | ۳۵°۲۵′۲۱″شمالی ۵۲°۳۳′۰۶″شرقی / ۳۵٫۴۲۲۶°شمالی ۵۲٫۵۵۱۸°شرقی |        | ۵۱۴  |

## عکس

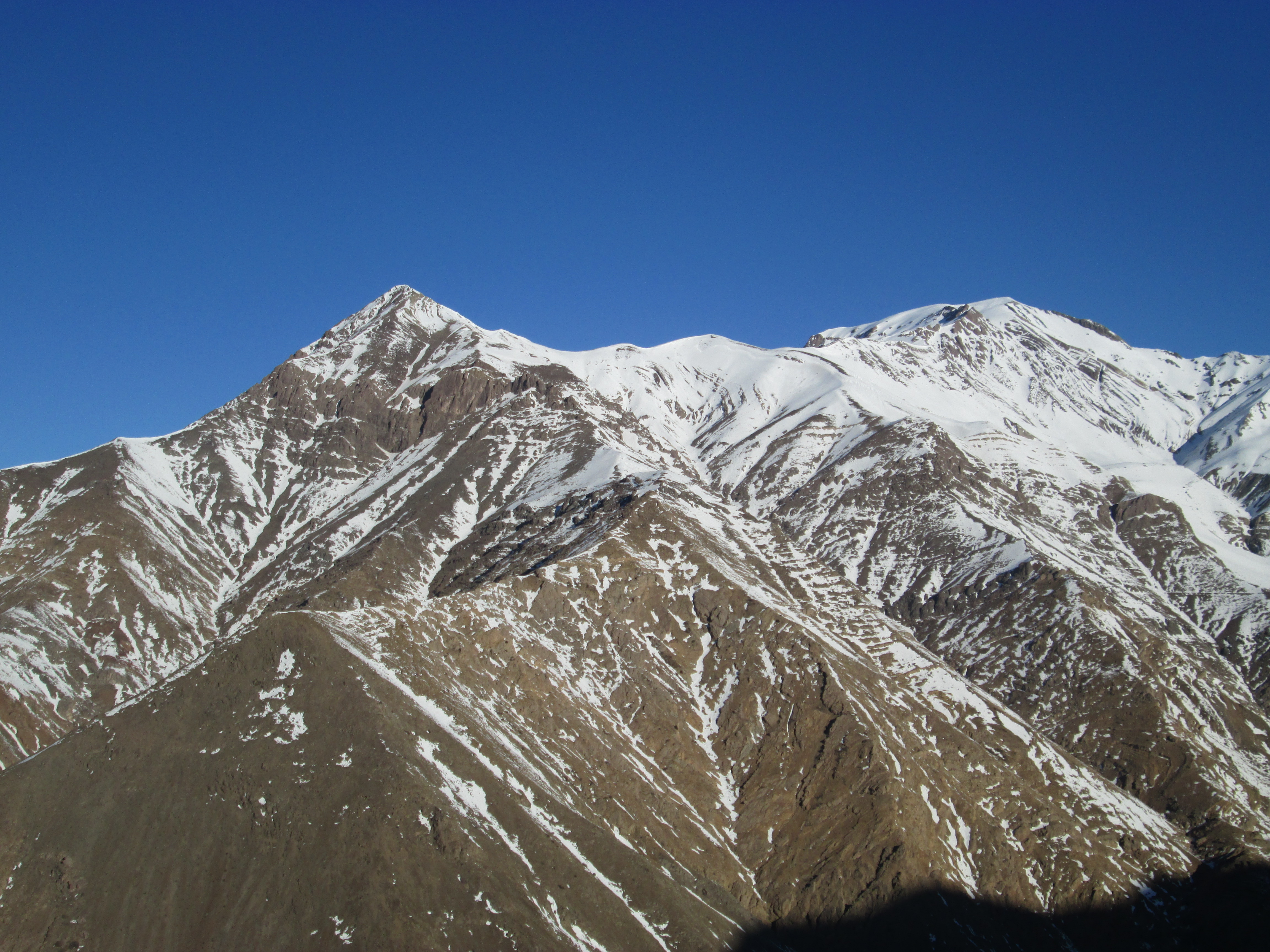
ساکا ۳۰ آبان ۱۳۹۱
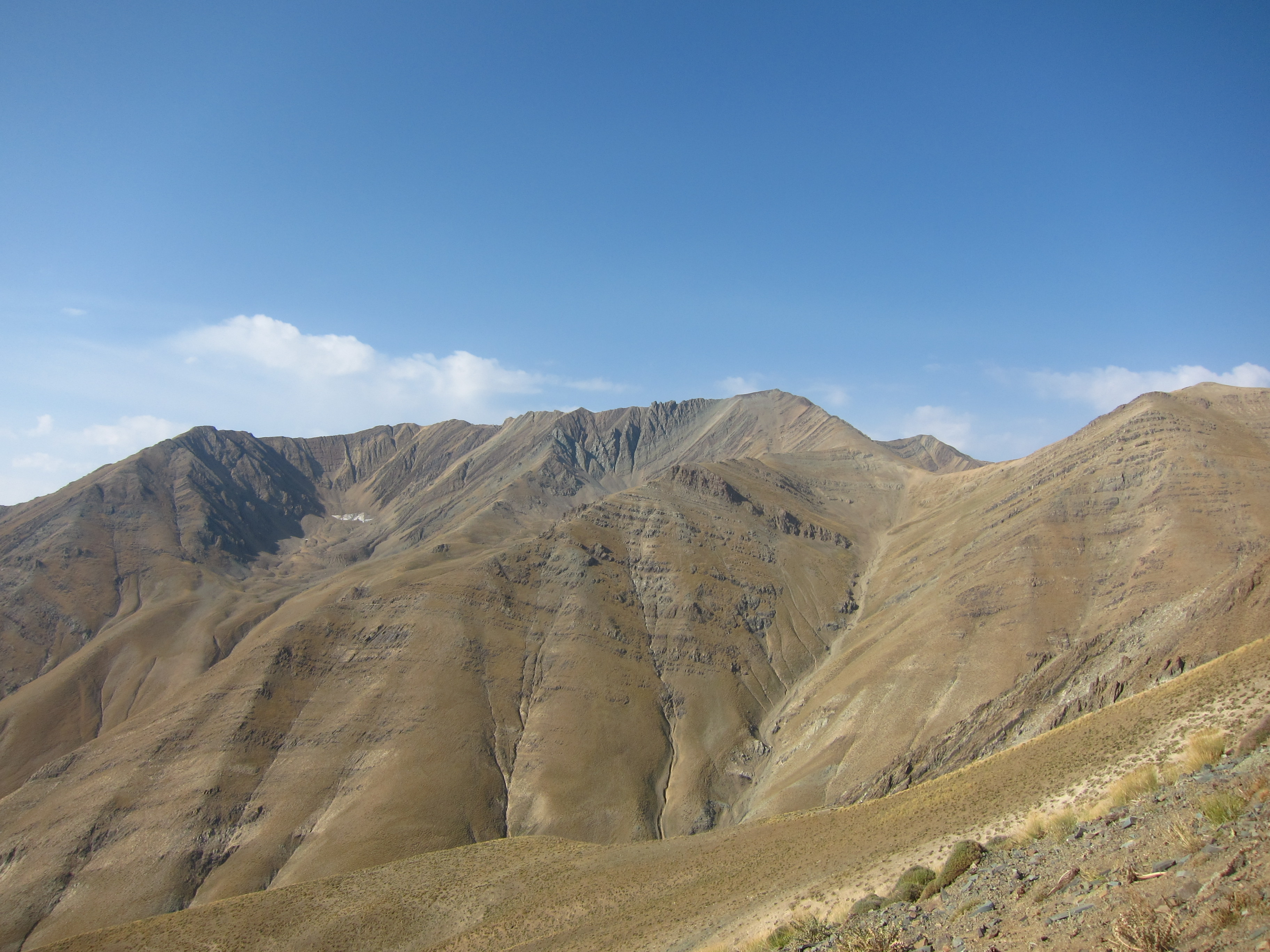
سرکچال ۸ شهریور ۱۳۹۲
در میانهٔ تصویر، راست: کوه بلند و چپ: خط‌الرأس و قلهٔ زرین‌کوه، سال ۱۹۵۷ از آبعلی